# يوليو 2005
يوليو 2005 هو الشهر السابع من عام 2005، بدأ يوم الجمعة، وأنتهى يوم الأحد، وأمتد لواحد وثلاثين يومًا.

## الأحد 31 يوليو 2005
• الجزائر ترفض رئاسة القمة العربية:
رفضت الجزائر المشاركة في الدعوة للقمة العربية المنتظر عقدها الأربعاء المقبل بشرم الشيخ والتي دعا إليها مباشرة عمرو موسي الأمين العام للجامعة العربية تحت رئاسة الجزائر بصفتها الرئيس الحالي للجامعة العربية. بعد التفجيرات الأخيرة.وأكدت السلطات الجزائرية انها لن تشارك في هذا الموعد إلا بصفتها عضوة في الجامعة العربية فقط ولن تتحمل مسؤولية توجيه دعوات رسمية الي الدول الأخرى لحضور هذه القمة من قناعتها بأن عقد قمة عادية أو طارئة ومهما كان تاريخ أو مكان انعقادها يجب أن يتم تحضيرها من طرف وزراء الخارجية الذين يحددون جدول الأعمال والهدف من عقدها وصياغة القرارات التي يتعين اصدارها وبالتالي مكان وتاريخ انعقادها وينتظر ان يعقد وزراء خارجية الدول العربية يوم الثلاثاء القادم اجتماعا تحضيريا لاعداد جدول أعمال القمة قبل عرضه علي القادة العرب.
•آخر الأخبار•: هجوم على موكب أحمد الجلبي جنوب بغداد ومقتل أحد حراسه
• الأمن الفلسطيني قادر على حماية انسحاب الاحتلال من غزة :

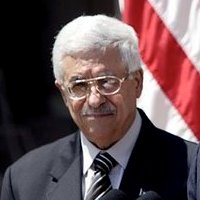
محمود عباس - أبو مازن

 أكدت وزارة الداخلية الفلسطينية أن قواتها الأمنية جاهزة للمحافظة على النظام والهدوء أثناء الانسحاب الإسرائيلي من قطاع غزة المقرر منتصف أغسطس القادم..وقد وضعت السلطة خطة كاملة للمحافظة على الهدوء أثناء عملية الانسحاب، ولن يمنعها نقص الأسلحة من تنفيذ هذه الخطة.وفي اجتماع محمود عباس رئيس السلطة الفلسطينية وجيمس وولفنسون. مبعوث اللجنة الرباعية الدولية بغزة.قال عباس في تصريحات بعد اللقاء الذي عقد إنه طلب من وولفنسون تنسيق المواقف بين السلطة والإسرائيليين. وتم تشكيل لجنة فلسطينية شعبية لحماية أراضي المستوطنات في قطاع غزة، بعد إخلائها وتضم أطباء ومهندسين ومدرسين وعمالا وشبانا سيشكلون لجان فرعية لمواجهة أي أحداث طارئة أثناء تنفيذ الانسحاب الإسرائيلي.
• المقاومة الفلسطينية تضرب إسرائيل : شددت القوات الإسرائيلية إجراءاتها الأمنية على بلدات ومدن الضفة الغربية حيث منعت حركة المواطنين بين جنوبي الضفة وشمالها، كما منعت حركة المواطنين عند نقاط التفتيش وأجبرتهم على الانتظار لعدة ساعات بدعوى التحقق من هويتهم.واعتقلت اثنين من الفلسطينيين في بلدة قباطية جنوب جنين.وكانت كتائب أحمد أبو الريش أحد الأجنحة العسكرية التابعة لحركة فتح قد أعلنت مسؤوليتها عن إطلاق ثلاث قذائف هاون على مستوطنة جنوب غزة، لم تؤد لوقوع خسائر. وأطلقت المقاومة الفلسطينية صاروخي قسّام على مشارف بلدة سديروت.
• اسنراتيجية جديدة لتصريحات الخارجية الأمريكية  أعلنت كوندوليزا رايز وزيرة الخارجية الأميركية سلسلة تغييرات في وزارة الخارجية لمكافحة الإرهاب وخطر أسلحة الدمار الشامل. من بينها تجنبت استخدام عبارة الحرب على الإرهاب والحرب التي تقودها الولايات المتحدة هي حرب عقائدية أكثر منها عسكرية.

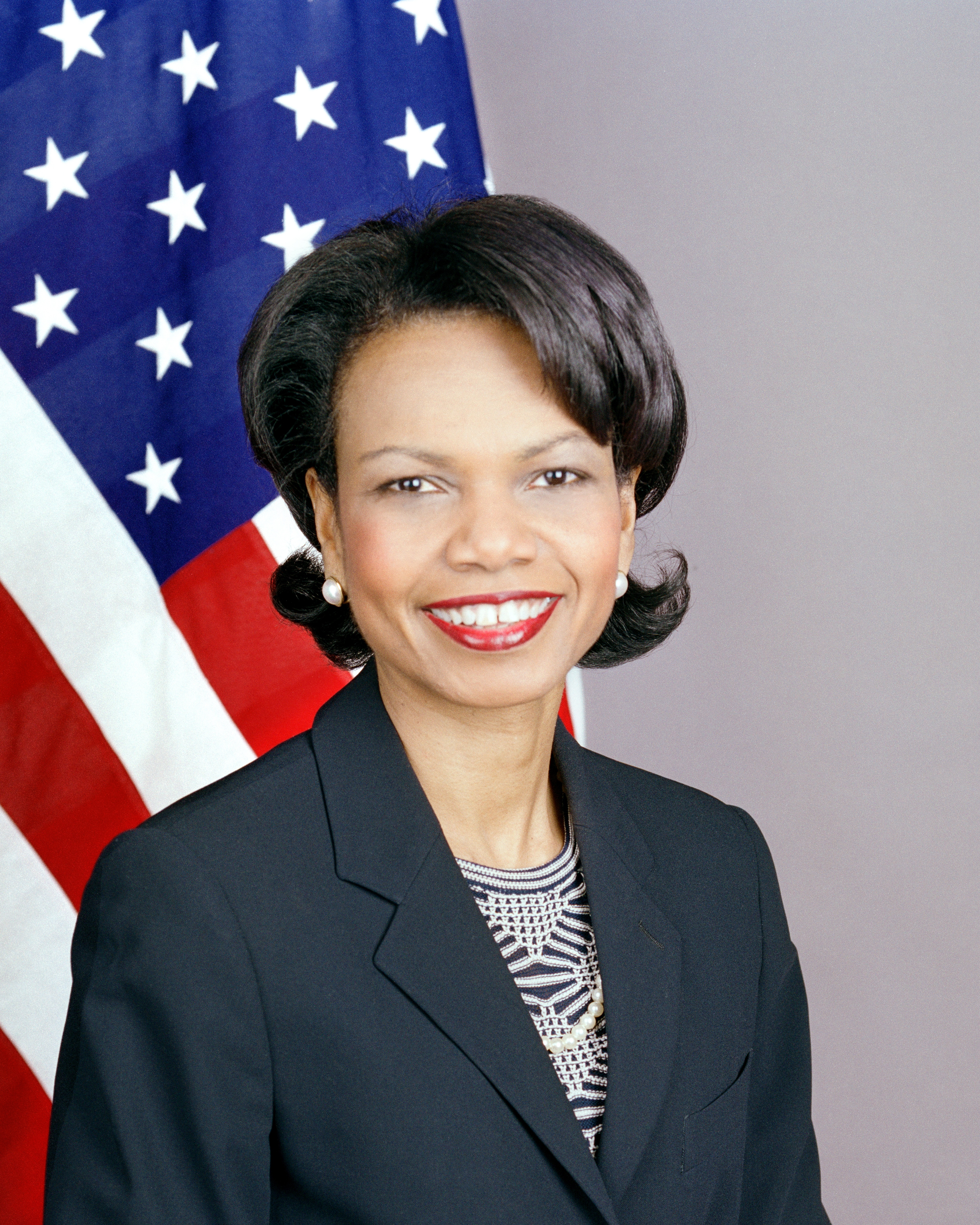
. كوندا لبزا

وقالت رايز لمجموعة من معاونيها إن الولايات المتحدة تواجه شبكات تعمل في الظل قادرة على شراء أو بيع أسلحة دمار شامل. |و حماية أميركا تستدعي مهاجمة أيديولوجية الكراهية، مشيرة إلى وجوب مكافحة العلماء الخارجين عن القانون وتجار السلاح والدول المارقة.
• السنيورة اليوم في دمشق : يقوم فؤاد السنيورة رئيس الوزراء اللبناني الجديد اليوم الأحد بزيارة رسمية دمشق هي الأولى له إلى الخارج منذ تشكيل حكومته في 19 يوليو لعقد لقاء مع الرئيس السوري بشار الأسد.وتعهد السنيورة في مقابلة نشرت أمس الأول مع صحيفة «فايننشال تايمز» بالعودة من دمشق «بأسلوب جديد وتفكير جديد في التعامل بين البلدين».وكان مجلس الأمن الدولي بالإجماع قد جدد مهمة قوة الأمم المتحدة في لبنان (فينول) ستة أشهر أخرى.

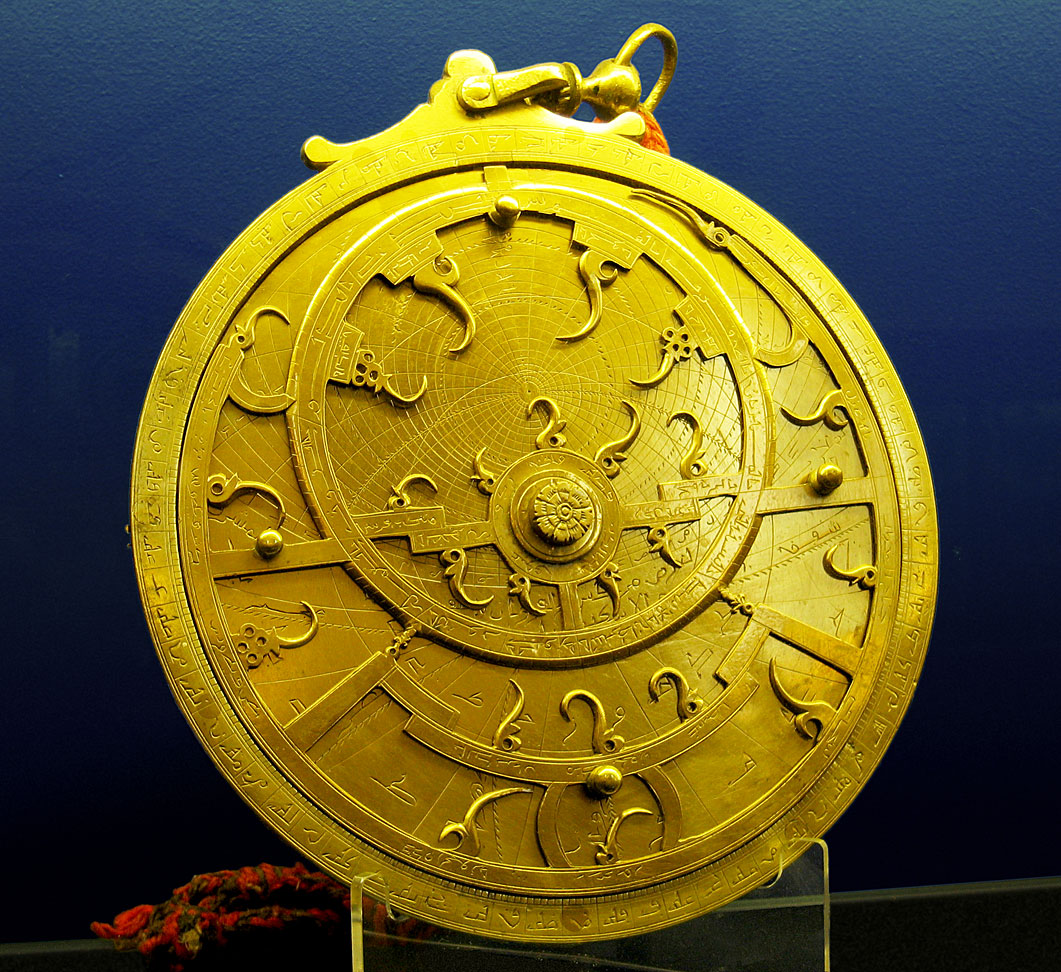
الأسطرلاب

• متحف إسلامي جديد باللوفر بباريس :

توقيع طغرة السلطان عبد الحميد الأول

الأميرالسعودي الوليد بن طلال قرر التبرع بنحو 17 مليون يورو (20.5 مليون دولار) لإنشاء جناح دائم لنحو عشرة آلاف قطعة من الفن الإسلامي والمجموعة يمتلكها اللوفر للفنون الإسلامية. ويقدر عدد قطع هذه المجموعة بأكثر من عشرة آلاف، تضاف علاوة علي ثلاثة آلاف قطعة موجودة في متحف فنون التزيين. والبناؤ لزيادة التعريف بالإسهامات التي قدمتها الحضارة الإسلامية إلى الثقافة.وسيتم الاحتفاظ بهذه القطع في صالة عرض "كور فيسكونتي" داخل المتحف "للمساهمة في فهم المعنى الحقيقي للإسلام، ولتعزيز الفهم بين الثقافتين والحضاريتين العربية والغربية.و قالت متحدثة باسم متحف اللوفر إنه أكبر تبرع يقدم للمتحف الذي صممه المعماري ماريو بيليني وزميله الفرنسي رودي ريكيوتي...

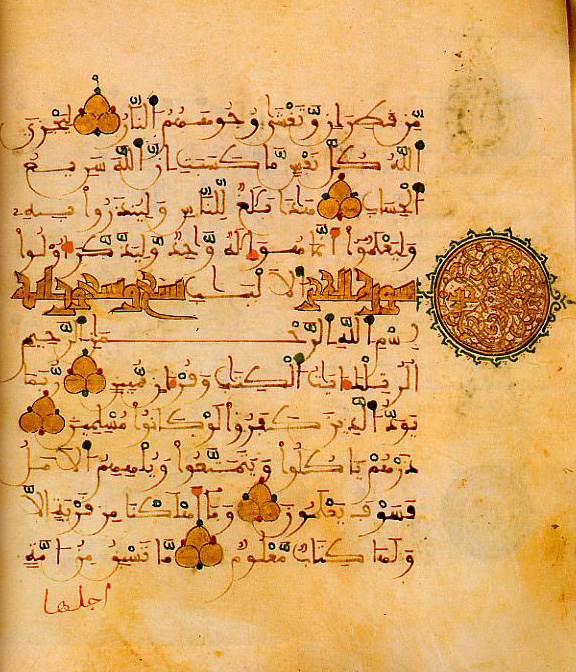
page of a القرن 12
القرآن written in the مخطوط للقرآن أندلسي من القرن 12 script

 ويتميز التصميم ببساطته التي تحترم البصر، ويتماشى تماما مع واجهات هذا المتحف التي انشئت في القرن السابع عشر.وأبرز ما يلفت النظر في التصميم وجود سقف من ارضية متماوجة مصنوعة من الكرات البلورية والعوارض المعدنية في مساحة تقع بين الأبنية القديمة للمتحف، مثل بساط علاء الدين السحري الطائر.والطابق الأرضي من قسم الفنون الإسلامية سيكون سابحا في النور، بينما يخيم جو من العتمة على الطابق الواقع تحت الأرض، حيث ستعرض القطع الحساسة للنور والتحف الهشة. يفتتح الجزء الأول من المشروع في الربيع المقبل، بينما يتم استكمال الجزء الواقع تحت الأرض في عام 2009.
• زيت اللفت للوقاية من أمراض عصبية نادرة : أثبت باحثون من جامعة جونز هوبكنز أن 89 طفلا ممن لديهم العطب الوراثي الذي يؤدي لظهور مرض «أدرينو ليوكو ديستروفي». وهو أحد الأمراض الوراثية العصبية النادرة.ويصيب الأطفال في سن مبكرة ويؤدي إلى تدهور عصبي تدريجي ينتهي بوفاة الطفل خلال سنوات معدودة. ويعتقد أن سبب ظهور أعراض المرض عطب وراثي يؤدي إلى تكدس سلاسل الأحماض المشبعة بالغة الطول في الجسم، خاصة بالجهاز العصبي.و يمكن زيت بذور اللفت أن يلعب دورا وقائيا وعلاجيا ضد المرض.ويعد هذا أول إثبات علمي على جدوى زيت بذور اللفت، أو «زيت لورنزو» في تثبيط مرض (ALD). أما سبب تسمية الزيت بـ «لورنزو» فللإشارة إلى الطفل لورنزو أودون الذي اكتشف أبواه إصابته بالمرض عام 1984. وزيت بذور اللفت له قدرة عالية في تحويل مسار إنزيمات الجسم. كما يقلل بشدة أعداد الصفائح الدموية التي تسرع بتجلط الدم عند الإصابة بجرح.
• مرشحون جدد لرئاسة مصر : في ثاني أيام فتح باب الترشيح لانتخابات رئاسة الجمهورية، قبلت اللجنة العليا المشرفة علي الانتخابات أوراق ترشيح أحمد الجبالي رئيس حزب الشعب الديمقراطي، الذي قال: إن هدفه هو توفير الفول، وإبراهيم ترك رئيس حزب الاتحاد الديمقراطي، وخمسة مرشحين مستقلين هم: عبد الباسط محمد سليمان ـ43 سنة ـ موظف بوزارة الأوقاف، وهو حاصل علي الإعدادية، وقال: إنه قرر ترشيح نفسه بعد رؤية في منامه بأنه يقف داخل اللجنة المشرفة علي الانتخابات لسحب أوراق ترشيحه، وهو يرتدي ملابس بيضاء، وأكد ثقته بالفوز بمنصب رئيس الجمهورية
• إعدام الخنازير باندونيسيا : قررت السلطات الإندونيسية إعدام نحو 200 خنزير مصاب بإنفلونزا الطيور في قرية قريبة من مسقط رأس أول ضحايا المرض في البلاد وسيتم تخدير الخنازير أولا ثم إعدامها وحرقها ثم دفنها لأن الفيروس يهلك في درجة حرارة 80 درجة مئوية.وقد أعدت السلطات 44 مستشفى في أنحاء إندونيسيا لمعالجة حالات الإصابة المحتملة مستقبلا.
•'مظاهرات شعبية احتجاجا على ترشيح مبارك' : 

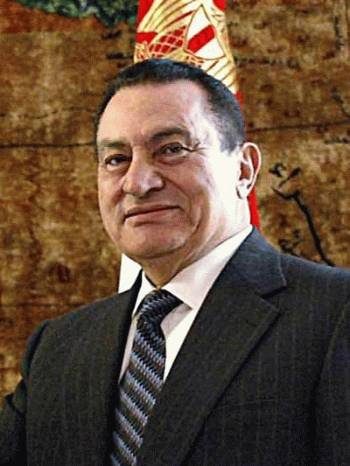
مبارك

دعا بيان اصدرته سبعة احزاب وسبع حركات شعبية معارضة في مصر هي احزاب التجمع والغد والعمل وحركة الكرامة والشيوعي المصري والشعب الاشتراكي ومنظمة الاشتراكيين الثوريين والحملة الشعبية من اجل التغيير (الحرية الآن) والحركة المصرية من اجل التغيير (كفاية) وشباب من اجل التغيير وادباء وفنانون من اجل التغيير ومحامون من اجل التغيير وتجمع المحامين الديمقراطي ونساء من اجل الديمقراطية.وقد دعووا في البيان إلى التظاهر أمس مساء السبت في ميدان التحرير وسط القاهرة احتجاجا على ترشيح الرئيس المصري محمد حسني مبارك لولاية رئاسية خامسة. بعد أن حكم البلاد قرابة ربع قرن عمل خلالها على استمرار حالة الطوارئ وترسانة القوانين المقيدة للحريات وانتهاج سياسات اقتصادية ادت إلى افقار متزايد للملايين.كما اشار البيان إلى "عجز النظام الفادح في مواجهة الإرهاب واصراره على انتهاج سياسات أمنية قمعية كرست التعذيب والاعتقال واهدرت ابسط حقوق الإنسان.وكان أيمن نور من أقوي المرشحين لرئاسة مصر قد تحدي مبارك لإجراء مناظرة علنية بينهما. وهذا التغير والجو السياسي المعارض لم تشخده مصر منذ قيام ثورة يوليو 1952.وقد استخدمت الشرطة العصي والهراوات لضرب المتظاهرين من أجل تفريقهم. وتقول حركة "كفاية"، إن 19 من أعضائها اعتقلوا. وقد تعرض بعض المتظاهرين للركل والضرب من رجال الأمن قبل أن يقتادوا لسيارات الشرطة التي كانت تنتظر في المكان.

## السبت 30 يوليو 2005
• اكتشاف الكوكب العاشر حول الشمس : على حافة المجموعة الشمسية تم اكتشاف كوكب عاشر يدور حول الشمس. وكان علماء الفلك من مرصد جيمناي في جزيرة هاواي في الولايات المتحدة قد أعلنوا أنهم اكتشفوا كوكبا عاشرا في المجموعة الشمسية يبعد مسافة تعادل ضعف مسافة بعد كوكب بلوتو من الأرض كواكب المجموعة الشمسية مع قمر الأرض. 

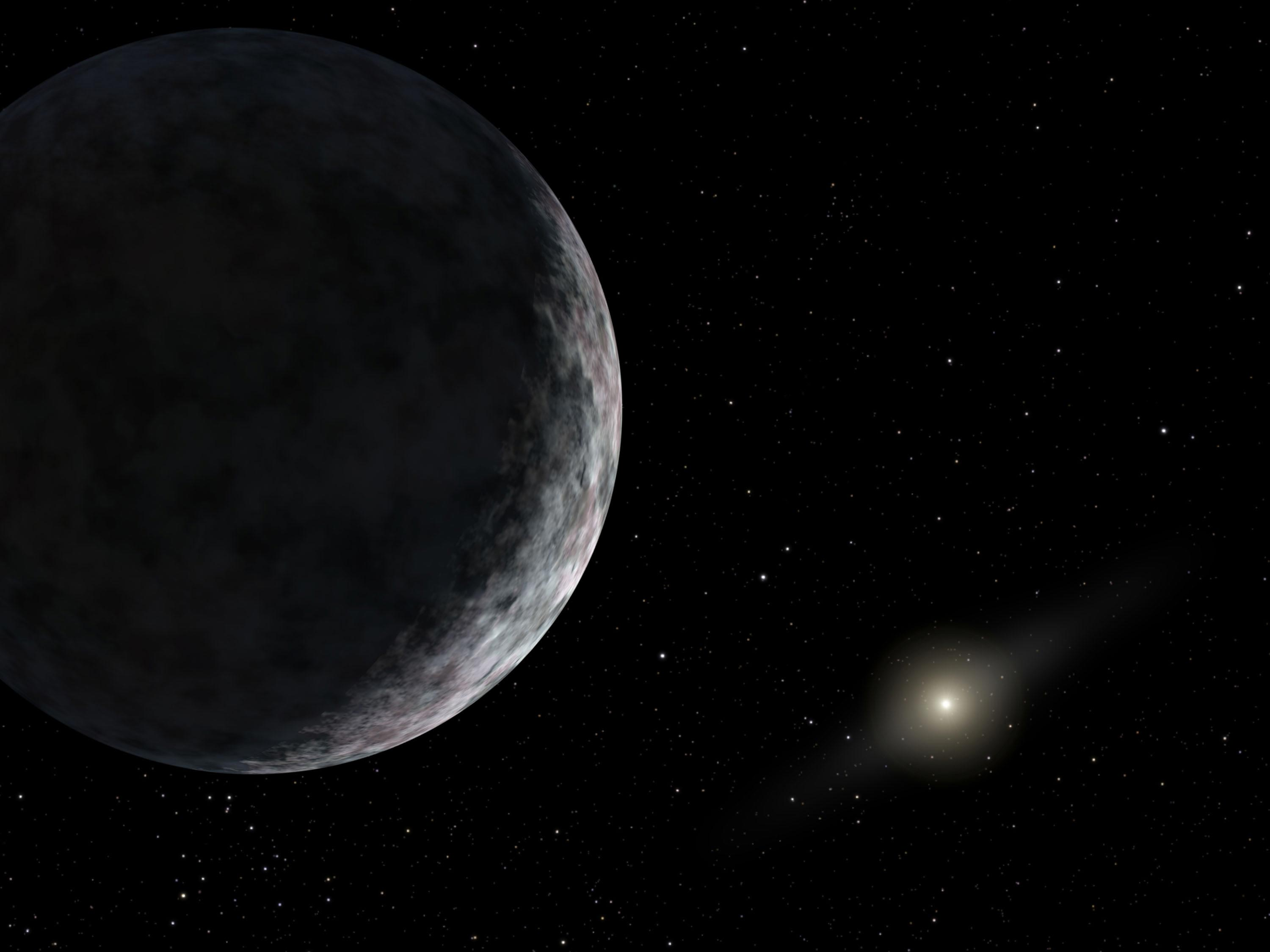
300pxالكوكب العاشر

 ويبعد عن الشمس 97 مرة ضعف المسافة بين الأرض والشمس. أي أكثر من ضعف المسافة بين بلوتو والشمس. وكان قد شوهد للمرة الأولى عام 2003 في نهاية المجموعة الشمسية. ولم يتم التأكد من أنه كوكب كامل إلا مؤخرا.ويبلغ قطره 3000 كيلومتر ويعتقد أن سطحه يمتلئ بالأحجار والجليد وهو أكبر في حجمه من حجم كوكب بلوتو. الكوكب الجديد يطلق عليه اسم بعد.
• ضرب صدام أثناء محاكمته  : قال فريق الدفاع عن صدام حسين في بيان له أن شخصا مجهولا هاجم الرئيس العراقي المخلوع خلال جلسة استماع بإحدى محاكم بغداد. وتبادل الاثنا ن الضربات.ولم يحدد البيان مدي اصابة صدام، وكانت المحكمة العراقية الخاصة بمحاكمة صدام قد استجوبته لمدة 45 دقيقة حول القمع الوحشي لانتفاضة الشيعة في الجنوب والأكراد بالشمال عام 1991 في أعقاب حرب الكويت.

• الأربعاء قمة عربية طارئة بشرم الشيخ  :

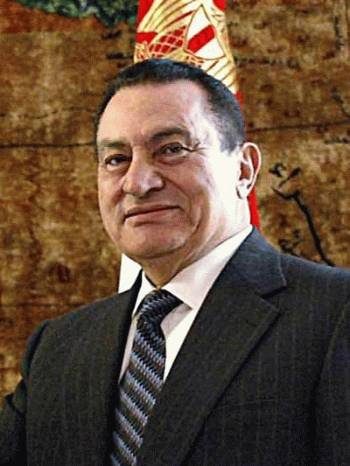
قمة عربية عاجلة

أعلن همرو موسي الأمين العام للجامعة العربية عن انعقاد قمة عربية طارئة بشرم الشيخ يوم الأربعاء القادم في أعقاب التفجيرات هناك. ويجتمع وزراء الخارجية العرب الثلاثاء للتحضير للمؤتمر ووضu جدول الأعمال.وكان الرئيس المصري حسني مبارك قد دعا لعقد هذا المؤتمر.
•  في بداية ساخنة 11 مرشح لرئاسة مصر : في المؤتمر الصحفي الذي عقده المتحدث الرسمي باسم لجنة الطلبات، قال المستشار أسامة عطاوية: إن 11 مرشح تقدموا بطلبات الترشيح، من بينهم حسنني مبارك رئيس الحزب الوطني وأيمن نور رئيس حزب الغد، وأسامة عبد الشافي شلتوت رئيس حزب التكافل، ووحيد فخري رئيس حزب مصر العربي الاشتراكي، وحلمي سالم رئيس حزب الأحرار الاشتراكيين، وطلعت السادات عضو الهيئة العليا لحزب الأحرار. وشدد أيمن نور رئيس حزب الغد علي أهمية توفير الضمانات خلال العملية الانتخابية من بدايتها إلي نهايتها، وقال: إنه سيعمل علي وضع المواطن البسيط علي خريطة اهتمامات الدولة، ومحاربة الفساد، والقضاء علي البطالة، والسيطرة علي ارتفاع الأسعار. وأوضح نور أن مصر افتقدت مبدأ تداول السلطة طوال ربع قرن: وقال أسامة شلتوت رئيس حزب التكافل: إنه سيعمل من أجل القضاء علي البطالة خلال سنة واحدة، واستصدار تعديل تشريعي يدعم تحديد مدة الرئاسة بدورتين فقط، ومدة كل دورة خمس سنوات، وأن تتم محاسبة رئيس الجمهورية كل ثلاث سنوات عن مدي تنفيذ برنامجه الانتخابي.كما صرح وحيد فخري الأقصري رئيس حزب مصر العربي الاشتراكي بأنه معني بإعادة بناء الإنسان المصري، وقال: إن برنامجه يتمثل في الرقابة الصارمة من الجهاز المركزي للمحاسبات علي الأموال التي ينفقها المرشحون في الانتخابات. وأوضح حلمي سالم رئيس حزب الأحرار أنه سيقود معركة ميدانية في الشارع المصري، وسيحاول إجراء إصلاح دستوري يقلص صلاحيات رئيس الجمهورية لكي تصبح الرئاسة مدتين، وإحداث إصلاحات تشريعية تحقق توسيع الحريات العامة والفردية.وتعهد طلعت السادات في حالة فوزه في الانتخابات بإغلاق المعتقلات. ومن المقرر أن تستمر اللجنة في تلقي طلبات الترشيح حتي يوم الخميس المقبل. وكان أول طلب تلقته اللجنة من أيمن نور رئيس حزب الغد مما يجعل رمزه الهلال. لكن الصحف القومية شددت علي أن مبارك رمزه الهلال. والمعركة بين نور ومبارك الآن علي من سيحصل علي رمز الهلال كما بدا من نص تصريحات نور.
• ما هو العدد الحقيقي لقتلي العراق المدنيين ؟ : اكدت مجلة "ذي لانست" في عددها اليوم السبت ان التقديرات التي تتحدث عن مقتل 25 الف مدني في العراق منذ بداية الحرب في 2003 تشكل الحد الأدنى لعدد الضحايا وللعراقيين الحق في معرفة عدد القتلى الحقيقي.وأضافت: لكن رفض قوات التحالف المشاركة في تعداد منهجي لوفيات المدنيين موقف لا يمكن الدفاع عنه. وكان التعداد الذي صدر في 19 يوليو عن هيئة ايراك بادي كاونت تحت عنوان (تعداد الجثث في العراق) حيث تحدث عن سقوط نحو 24865 مدنيا منذ بداية الحرب على العراق، ثلثهم على يد قوات التحالف الذي تقوده الولايات المتحدة. واعتبرته الهيئة الحد الأدنى. وهذه الهيئة "لا تأخذ في الاعتبار إلا الوفيات التي ذكرتها اثنتان من وكالات الانباء على الاقل ولا تأخذ في الاعتبار الحوادث التي وقعت بدون شهود عيان. وكانت دراسات لس روبرتس من مستشفى جون هوبكنز في بلتيمور بالولايات المتحدة، اكدت سقوط 98 الف مدني اضافي بسبب النزاع.
•  تركيا توقع برتوكولا دون الاعتراف بقبرص: وقعت تركيا بروتوكولا حول توسيع اتفاق الاتحاد الجمركي بين البلدان العشرة الجديدة في الاتحاد الأوروبي بما فيها الجمهورية القبرصية، لتعبد الطريق أمام بدء مفاوضات انضمامها للاتحاد الأوروبي.لكن الخارجية التركية أوضحت أن البروتوكول الذي وقعت عليه أمس الجمعة في العاصمة البلجيكية لا يعني اعتراف أنقرة بالجمهورية القبرصية التي تعد من الدول المعنية بذلك الاتفاق.كما أكدت تركيا أنها ما زالت ملتزمة بتسوية سلمية للأزمة القبرصية، مجددة دعمها للجزء التركي من الجزيرة.وبتوقيع هذا البروتوكول ستتمكن تركيا من بدء مفاوضات الانضمام إلى الاتحاد الأوروبي في 23 أكتوبر.
•  أزمة بين روسيا وأمريكا حول زعيم الشيشان : استدعت روسيا القائم بالأعمال في السفارة الأميركية بموسكو دانيال راسل، وسلمته احتجاجا شديد اللهجة على بث قناة ABC الأميركية لقاء مع قائد المقاتلين الشيشان شامل باساييف اعتبرته موسكو تشجيعا للإرهاب.وقال بيان للخارجية الروسية إن اللقاء الذي أجري مع باساييف "يناقض روح الشراكة الروسية الأميركية في مقاومة الإرهاب الدولي". وذكر باساييف في اللقاء - إنه لا يضيره أن يكنى بالشرير والإرهابي وقاطع الطريق، "لكن ماذا تسمون الروس؟ وأقر مرة أخرى أنه كان وراء عملية بيسلان قبل 11 شهرا حيث قتل 318 رهينة، وبرر باساييف عملية بيسلان بأنها كانت تهدف إلى جعل القوات الروسية تتوقف عن قتل الآلاف والآلاف من الأطفال والشيوخ في الشيشان،
•  مسلسل القتل بالعراق: قتل 25 عراقيا وجرح عشرات آخرون عندما فجر انتحاري نفسه وسط تجمع لمتطوعي الجيش العراقي في بلدة ربيعة شمال غربي الموصل قرب الحدود مع سوريا.كما أعلن الجيش الأميركي أن سبعة من جنوده قتلوا في الـ 72 ساعة الماضية، اثنان في حوادث سير وخمسة في هجمات مختلفة بمن فيهم اثنان في عملية أمس على مبان غرب مدينة حديثة على الحدود السورية حيث أكد مقتل تسعة مسلحين خمسة منهم سوريون.
•  انتحاريون فرنسيون بالعراق : قال وزير الداخلية الفرنسي نيكولاس ساركوزي إن سبعة فرنسيين على الأقل قتلوا بالعراق بعد التحاقهم بالمسلحين وإن هناك عشرة آخرين، داعيا لمراقبة الرحلات الجوية إلى سوريا وباكستان وأفغانستان والتي عادة ما تكون محطة للأوروبيين الراغبين في دخول العراق.

## الجمعة 29 يوليو 2005
• اقرأ مشروع الدستور العراقي  : يتضمن مشروع دستور العراق المبادئ الأساسية وهي الجمهورية العراقية (الإسلامية الاتحادية) دولة مستقلة ذات سيادة، نظام الحكم فيها جمهوري ديمقراطي اتحادي (فيدرالي).و الإسلام دين الدولة الرسمي، وهو المصدر الأساسي للتشريع، ولا يجوز سنّ قانون يتعارض مع ثوابته وأحكامه (ثوابته المُجمَع عليها) ويصون هذا الدستور الهوية الإسلامية لغالبية الشعب العراقي (بأكثريته الشيعية وسنته) ويحترم جميع حقوق الديانات الأخرى.يتكون الشعب العراقي من قوميتين رئيسيتين هما العربية والكردية، ومن قوميات أساسية (قومية أساسية) هي التركمانية والكلدانية والآشورية والسريانية والأرمنية والشبك و (الفرس) ومن يزيدية وصابئة مندائيين، يتساوون كلهم في حقوق وواجبات المواطنة.واللغة العربية هي اللغة الرسمية في الدولة العراقية، وتكون اللغة الكردية إلي جانب اللغة العربية لغة رسمية في إقليم كردستان ولدي الحكومة الاتحادية، وللأقاليم أو المحافظات اتخاذ أية لغة محلية أخرى لغة رسمية إضافية إذا أقرت غالبية سكانها ذلك باستفتاء عام والدولة العراقية جزء من العالمين العربي والإسلامي، أو (الدولة العراقية عضو مؤسس في جامعة الدول العربية ومنظمة المؤتمر الإسلامي).

• خاتمي يؤكد تخصيب اليورانيوم:•  

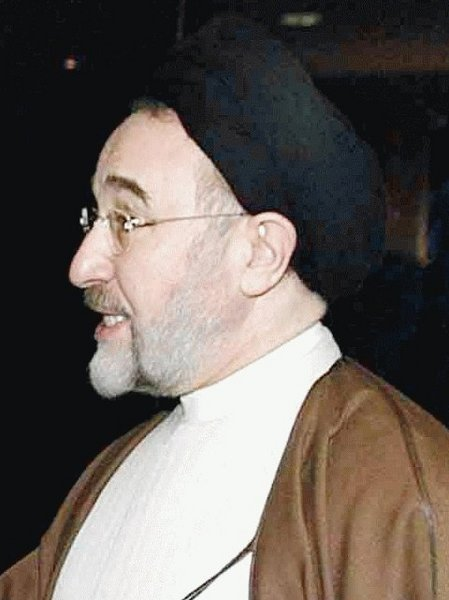
محمد خاتمي يؤكد

الرئيس الإيراني خاتمي التي انتهت مدة ولايته حاليا. أكد علي مواصلة طهران لبرنامجها النووي وسط ضغوط أوربية وأمريكيى • 
• انفجار قطار بشمال الهند : ارتفعت حصيلة الانفجار في القطارالسريع في ولاية أوتار براديش الهندية إلى ما لا يقل عن عشرة قتلى و49 جريحا عدد منهم في حالة خطيرة.ولم يعرف سببه. لكن قائد شرطة أوتار براداش قال أنه «لا يمكن القول بعد ما إذا كان الأمر يتعلق بقنبلة انفجرت في إحدى دورات المياه بإحدى عربات القطار».وفي موقع آخر قالت الشرطة الهندية إنها عثرت على 20 قنبلة محلية الصنع على متن قطار آخر في إحدى مناطق شرق الهند،
• بالعراق ممنوع زوار الفجر : الرئيس العراقي جلال طالباني في مؤتمر صحفي بعد استقباله وزير الدفاع الأميركي دونالد رامسفيلد إن هناك إرهابيين يتنكرون بالزي العسكري وزي الشرطة ويعتقلون الناس في منازلهم ليلا ويطالبون بفدية وأحيانا يقتلون رهائنهم. وأضاف أن حكومته قررت إعطاء بعض الوحدات صلاحية تنفيذ أي عمليات اعتقال بما يتمشى مع القانون وبتفويض من القضاء على ألا تتم الاعتقالات في الليل من الآن فصاعدا بل في النهار فقط.
• 700 شخص ماتوا بفيضانات بومباي: لقي قرابة 700 شخص حتفهم في ولاية «ماهراشترا» بسبب ارتفاع معدلات الأمطار الموسمية في وقت متأخر الخميس التي أغرقت مدينة «بومباي» ثاني المدن الهندية، بسبب الفيضانات الكاسحة والانزلاقات الطينية وانتشار شائعة بانفجارالسد في المنطقة جراء الأمطار الغزيرة.وبين القتلى ستة أطفال.وكان سكان بومباي قد فروا مذعورين من بيوتهم بسبب شائعة انهيار السد. وأثرت الفيضانات المدمرة على البنية التحتية لشبكة المواصلات من طائرات وسكك حديدية وحافلات.وتنقل شبكة القطارات نحو 4.5 مليون شخص يوميا لعملهم• .
•  تعزيز تدابير الوقاية بإيطاليا : أعلن وزير الداخلية الإيطالي جوزيبي بيزانو أمام أعضاء مجلس الشيوخ أن وقوع اعتداء في إيطاليا أمر محتمل
وأضاف أن بلاده مرغمة بسبب الأخطار الإرهابية على أن تكون في حالة تأهب قصوى ومستمرة با لدفاع عن الأهداف الأكثر عرضة للخطر، ومراقبة الأوساط التي يمكن أن يصدر عنها تهديد إرهابي، وزيادة الرقابة على المهاجرين من خارج دول الاتحاد الأوروبي.وكان مجلس الوزراء الإيطالي يطلب من مجلس الشيوخ للموافقة تعزيز تدابير الوقاية من الإرهاب. بتمديد فترة الحبس على ذمة التحقيق من 12 ساعة إلى 24 واستجواب الموقوفين في غياب محامين عنهم وإمكانية طرد أي شخص يساند الإرهاب أو يشكل تهديدا للأمن القومي، ومنح تراخيص إقامة للمهاجرين الذين يقدمون معلومات مفيدة للمحققين.
• المعارضة المصرية تنتقد ترشيح مبارك : قال مبارك (77 عاما) إن ترشحه لفترة رئاسية خامسة جاء لرغبته في استكمال برنامجه الإصلاحي واستجابة للمبادئ والمثل التي يؤمن بها وليس طمعا في منصب.وانتقدت أحزاب المعارضة المصرية إعلان الرئيس حسني مبارك ترشحه لفترة رئاسية خامسة. قال زعيم حزب الغد أيمن نور الذي سيكون المنافس الرئيسي لمبارك إن خطاب الرئيس بشأن الإصلاح يفتقد للمصداقية. وأشار نور إلى أنه من المؤسف أن يتحدث مبارك الآن عن إصلاح «ما دمره خلال السنوات الـ24 عاما الماضية» في غضون السنوات الست القادمة ودعا الرئيس المصري إلى إلغاء قانون الطوارئ الآن.واعتبر جورج إسحق المنسق العام للحركة المصرية للتغيير (كفاية) حديث مبارك عن استكمال الإصلاح وعد قديم لم ينفذ.أما حزب التجمع الذي سيقاطع الانتخابات فقال حسين عبد الرازق إن سياسات الرئيس مبارك خلال الـ24 عاما الماضية أدت إلى سلسلة أزمات بينها زيادة معدلات الفقر وانتشار الفساد واستمرار ما وصفه بالحكم الرئاسي المستبد.
• بأمر المحكمة البرازيل تمنع صورة صدام أمر الادعاء في مدينة ساو باولو شركة «تليفونيكا» بسحب بطاقات اتصالات تحمل صورة الرئيس العراقي السابق صدام حسين وهو رهن الاعتقال، من الأسواق أو مواجهة اتهامات بالتحريض على العنف وعدم التسامح العرقي. وتظهر الصورة صدام، الذي بدا فيها مهمل المظهر، بصحبة اثنين من جنود التحالف يوجه أحدهما بندقية تجاهه. وقد صدرت البطاقات كجزء من سلسلة تقدم معلومات عن «تاريخ العالم». واعربت شركة الاتصالات البرازيلية تليفونكا عن أسفها «عن أي مشكلات تسببت فيها للجمهور ولعملائها من خلال إصدارها لهذه البطاقة التي تحمل صورة تاريخية عن الحرب في العراق».

• البابا سيزور إسرائيل قريبا : 

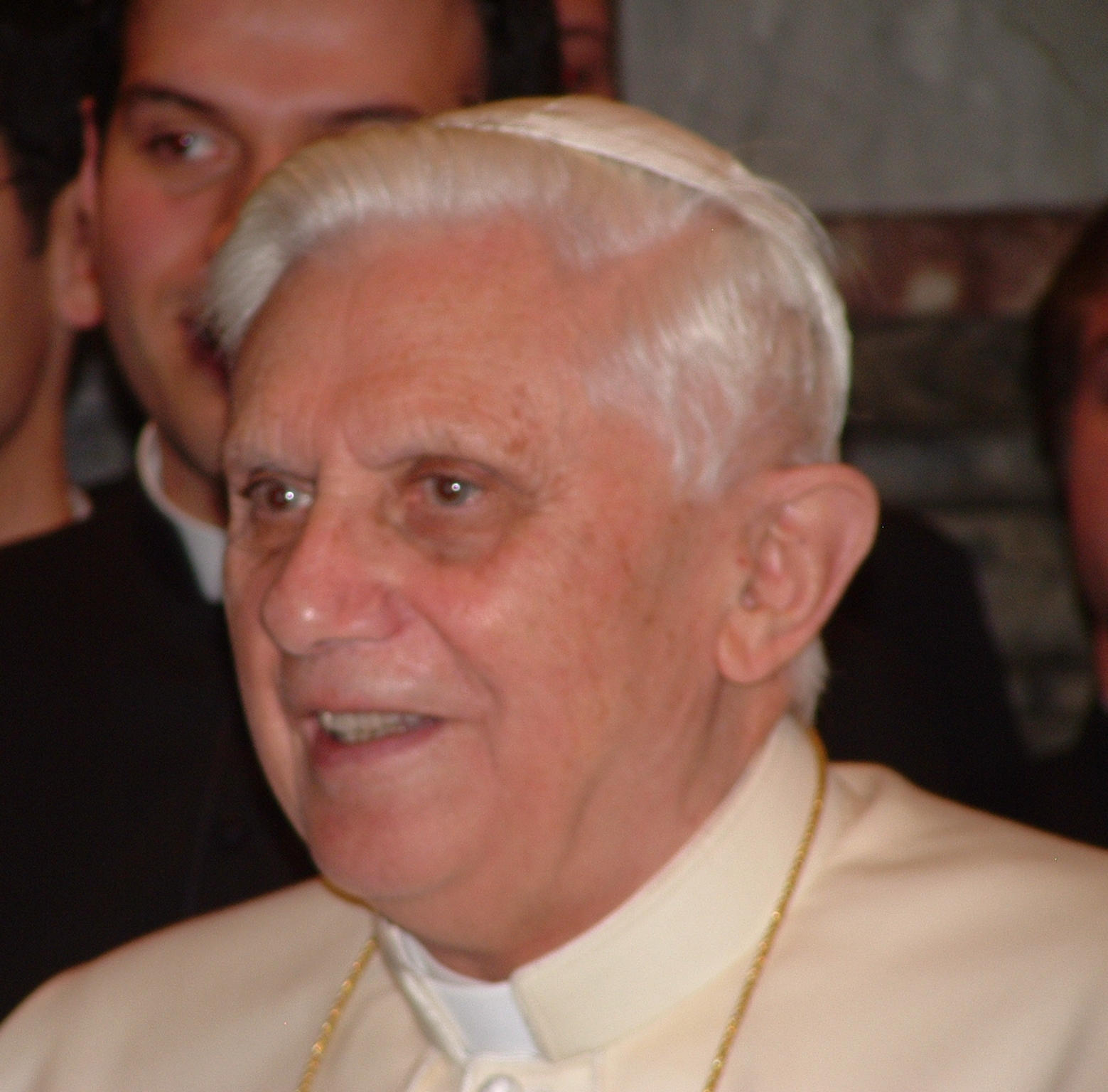
Benedetto XVI

من المقرر أن يزور البابا بينديكت السادس عشر الألماني المولد معبدا يهوديا خلال زيارته لألمانيا في الشهر القادم وهذا سيكون المرة الثانية التي يدخل فيها أحد البابوات مكان عبادة يهوديا خلال ألفي عام.و كان قد قال: في الشهر الحالي سيعطي «الأولوية» لدعوة رئيس الوزراء الإسرائيلي له لزيارة إسرائيل. وكان الجدل قد اشتد بين الفاتيكان وإسرائيل بشأن اتهامات إسرائيلية لبابا الفاتيكان بينديكت السادس عشر بعدم إدانة أعمال المقاومة الفلسطينية ضد الإسرائيليين. ورفض الفاتيكان في بيان المزاعم الإسرائيلية الموجهة لبابا الفاتيكان الحالي
• مليار دولار لإعادة بناء ملاعب اندونيسيا: الاتحاد الدولي لكرة القدم الفيفا أعلن انه سوف يخصص مليون دولار لاعادة بناء الملاعب التي دمرها اعصار سونامي في اندونيسيا وخاصة في إقليم اتشيه. تعهد جون ويندسور ممثل الفيفا في منطقة جنوب شرق آسيا والذي يتخذ من العاصمة الماليزية كوالالمبور مقرا له بتوفير المساعدات المالية من الفيفا تصل قيمتها الي مليون دولار لاعادة بناء الملاعب المدمرة في إقليم اتشيه.
• السادات يترشح أمام مبارك : أعلن طلعت السادات عضو مجلس الشعب عن حزب الأحرار، أنه سيتقدم بأوراق ترشيحه بعد ظهر اليوم إلي لجنة الانتخابات الرئاسية، ممثلا للحزب بعد حصوله علي خطاب من لجنة الأحزاب السياسية واستكمال اوراق ترشيحه. وأكد طلعت السادات أنه سيعقد مؤتمرا صحفيا عقب تقديم أوراقه إلي اللجنة يشرح فيه برنامجه الانتخابي.وكان الإعلام المصري قد توجه بالكامل لمدرسة المساعي المشكورة بالمنوقية أمس ليعلن مبارك ترشيح نفسه ومن المنتظر أن يعلن دكتور أيمن نور ترشيحه اليوم. وهذه التعددية تتم لأول مرة بمصر منذ قيام الثورة عام 1952حيث كانت مصر تحكم شموليا.

## الخميس 28 يوليو 2005
- بعد توقف ديسكفري شبح كارثة مكوك كولومبيا يطارده: بدأت المخاوف تظهر الآن بعد ساعات من إطلاق ديسكفري بنجاح في أول مهمة فضائية منذ كارثة مكوك كولومبيا التي مضى عليها عامين ونصف. اصطدم أعلى خزان الوقود الخارجي بطائر خلال إطلاق الصاروخ من مركز كيندي للفضاء. أوقفت إدارة الطيران والفضاء الأميركية «ناسا» رحلات برنامج المكوك الفضائي بعد انفصال قطعة كبيرة من المادة العازلة عن خزان الوقود الخارجي للمكوك ديسكفري أثناء إطلاقه الثلاثاء الماضي، في تكرار للمشكلة التي كانت سببا في تحطم المكوك كولومبيا ومقتل طاقمه قبل عامين ونصف. رغم أن المادة العازلة لم ترتطم أو تلحق ضررا بالمكوك خلال رحلته التي ستستغرق 12 يوما باتجاه المحطة الفضائية الدولية، مؤكدة أنها لن تطلق أي رحلات جديدة إلى أن يتمكن مهندسوها من مراجعة المشكلة. وما أثار القلق كانت قطعة من مادة عازلة سقطت من خزان وقود المكوك كولومبيا أثناء إطلاقه قبل أكثر من عامين، تسبب في تحطمه ومقتل أفراد طاقمه السبعة. ويسع خزان الوقود الرئيسي للمكوك مليوني ليتر من الوقود. يذكر أن وقود المكوك يتكون من الأكسجين والهيدروجين السائلين القابلين للاشتعال ولذا يجب أن يحفظا في برودة تبلغ مئات الدرجات تحت الصفر. وكان المكوك ديسكفري وصل إلى مداره الأول بعد نحو تسع دقائق من الإطلاق مخلفا سحابة من الدخان الأبيض في سماء المحيط الأطلسي.
- 24عدد ضحايا مرض الخنازير الغامض: في الصين ارتفعت اعداد ضحايا المرض الغامض الذي تم اكتشافه في الصين منذ شهر، الأربعاء، ليصل إلى 24 شخصا. وقد بدأ بالتفشي أواخر الشهر الماضي في مدينة «زيانغ» جنوبي إقليم سوشان.ولم يتوصل الأطباء إلى اكتشاف الدواء المضاد للمرض وكانت السلطات في هونغ كونغ بدأت التحقيق في طبيعة هذا المرض الغامض، الذي يعتقد أنه يرتبط بتربية الخنازير.وتتفاوت أعراض المرض من ارتفاع في درجات الحرارة، والإرهاق الشديد والقيء، فضلاً عن نزيف الأوعية الدموية تحت الجلد، والإصابة بالصدمة.و ربطت منظمة الصحة العالمية المرض بمزارع تربية الخنازير في تلك المنطقة والمصابة ببكتيريا «المكور العقدي» streptococcus bacteria، الشائعة بين البشر والحيوانات الداجنة.

## الأربعاء 27 يوليو 2005
• قتل الدبلوماسيين الجزائريين : في بيان نشره تنظيم القاعدة في بلاد الرافدين على شبكة الإنترنت أعلن فيه قتل الدبلوماسيين الجزائريين الذين خطفا في بغداد.وكان شريط فيديو في موقع على الإنترنت يُظهر الديبلوماسيين الجزائريين المختطفين. معصوبي العينين وعرفا نفسيهما بانهما علي بلعروسي كبير الموفدين الجزائرين إلى العراق، وزميله عز الدين بلقاضئ. وكان تنظيم القاعدة في بلاد الرافدين" قد هدّد في وقت سابق في بيان نشر على شبكة الإنترنت بقتل الدبلوماسيين الجزائريين. بعدنا سحبت الجزائر بعثتها الدبلوماسية من بغداد.
• انسحاب كامل من غزة خلال شهرين : أعلن وزير الدفاع الإسرائيلي شاؤول موفاز أن جميع الجنود الإسرائيليين سيغادرون القطاع بالكامل خلال شهرين.و أن جيش الاحتلال سينسحب من معبر صلاح الدين الممتد بطول الحدود بين قطاع غزة ومصر منتصف الشهر المقبل. وحذرت الداخلية الفلسطينية المواطنين من الاقتراب من المستوطنات التي ستخليها إسرائيل أو الاقترب من الشريط الحدودي لأنه يحتوي على ألغام.زقال مصدر أمني إسرائيلي إن الشرطة الإسرائيلية ستضع الذين سيعارضون بالقوة عملية إجلائهم من قطاع غزة، في أقفاص تبلغ مساحتها حوالي مترين مربعين ستعلق برافعات لتتيح إجلاء المستوطنين الذين سيحاولون التحصن في الطوابق العليا وتفكيك مستوطنات قطاع غزة الـ21.
• إنذار بقنيلة وسط لندن : أبلغ مجهول شرطة لندن عن وجود قنبلة بميدان أكسفورد الشهير بوسط العاصمة البريطانية لندن الساعى الواحدة ظهرا بتوفيت جرينتش. مما جعل الشرطة تهرع لتطويق المنطقة ووضع الحواجز لتفتيش السيارات وحث المشاة علي السير في الشوارع الجانبية وتوخي منتهي الحذر. وكانت لندن قد تغرضت مؤخرا لسلسلة من التفجيرات، يغتبر شارغ وميدان أكسفورد من الشوارع الرئيسية والتجارية.
• مبارك يعلن ترشيحه رئيسا لمصر للمرة الخامسة: خلال الساعات القادمة بعلن مبارك ترشحه للرئاسة للمرة الخامسة وسط نوقع مقاطعة الأحزاب المصرية للانتخابات ماعدا حزب الغد الذي سيعلن عن ترشيح الدكتور أيمن نور زعيم حركة التغيير بمصر.
• أمريكا تحذر رعاياها بالسعودية: السفارة الأمريكية بالرياض نشرت على موقعها الإلكتروني عن وجود مؤشرات دائمة لمخطط عمليات لهجوم أو هجمات إرهابية في السعودية.وحثت السفارة جميع رعاياها اتخاذ الحيطة والحذر وتجنب المناطق التي يرتادها الغربيون.وأمرت العسكريين الأمريكيين في المملكة تقييد تحركاتهم وتعليق جميع المهام غير الرسمية التي تتطلب التنقل خارج مقار العمل أو المجمعات السكنية.وتواجه السعودية منذ العامين الماضين موجة عنف تشنها العناصر الموالية لزعيم تنظيم القاعدة أسامه بن لادن، في إطار مساعي لزعزعة النظام الحاكم الموالي للغرب.

• رامسفيلد يصل بغداد فجأة :

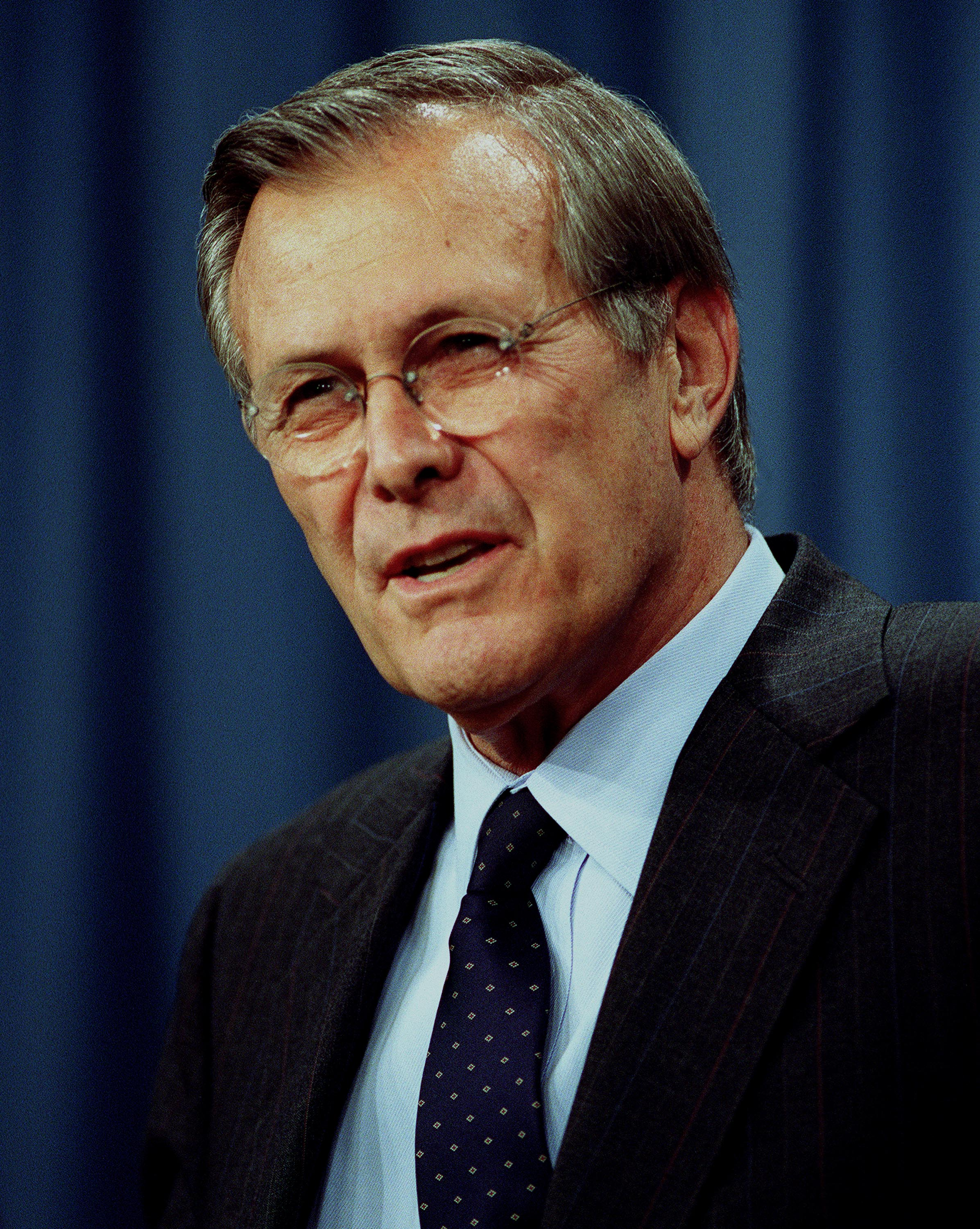
Donald Rumsfeld

 وزير الدفاع الأمريكي دونالد رامسفلد وصلإلى بغداد اليوم في زيارة مفاجئة. ليجري محادثات مع مسئولين عراقيين وقادة الجيش الأمريكي. حث رامسفلد العراقيين على الانتهاء من وضع مسودة الدستور الجديد بحلول المهلة الموضوعة له في منتصف الشهر القادم، لوقف الهجمات المسلحة. وتأتي زيارة رامسفلد في الوقت الذي أعلن فيه الجيش الأمريكي الثلاثاء إن أربعة جنود أمريكيين قتلوا عندما انفجرت قنبلة مزروعة على جانب الطريق في سيارتهم بجنوب غرب بغداد مساء الأحد ليصل عدد القتلى من الجنود الأمريكيين إلى 1790 جنديا في العراق منذ بدء الغزو الأمريكي في مارس عام 2003.
• %58 يقولون أمريكا ستخسر حرب العراق : كشف استطلاع للرأي أجراه معهد غالوب ومحطة CNN وصحيفة (يو إس إيه توداي) نشر اليوم أن 58% من الأميركيين يعتقدون أنهم لن ينتصروا في الحرب على العراق، وواشنطن لن تتمكن من تأسيس دولة ديمقراطية في العراق.وهذا تغير في موقف الأميركيين مقارنه بالعامين الماضيين.وقال 51% إن إدارة بوش تعمدت تضليل الشعب الأميركي وكذبت بشأن وجود أسلحة الدمار الشامل في العراق.

•  خطة أمنية مكثفة لتأمين شرم الشيخ 

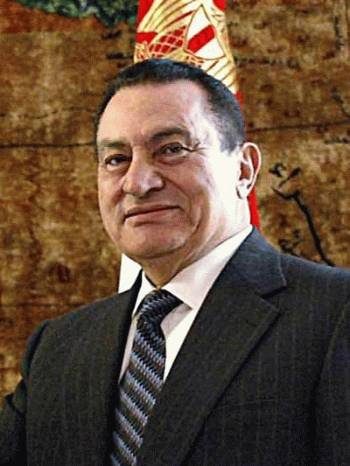
مبارك

في إطار الجهود الجادة لاستعادة الأمن إلي شرم الشيخ وتأمين الأنشطة السياحية والاستثمارية بها، أصدر الرئيس حسني مبارك تكليفات لضمان السيطرة الأمنية الكاملة علي شرم الشيخ وجميع مداخلها ومخارجها. وربط مناطق شمال وجنوب سيناء بشبكة مراقبة متقدمة وغير منظورة، لرصد أي محاولات للخروج علي القانون، ودون التسبب في أي مضايقات للسائحين.و تقوم حاليا فرق مكافحة الإرهاب بعمليات تمشيط واسعة النطاق لجبال سيناء وأوديتها.وفي إطار الإجراءات الجديدة للمراقبة، تم تركيب كاميرات عند مداخل ومخارج شرم الشيخ وشوارعها وأماكن التجمعات فيها، وربطها بغرفة عمليات رئيسية للتأكد من عمليات التأمين الشاملة علي مدار الساعة.وحاليا تتوافد عشرات الطائرات وآلاف السائحين علي المدينة السياحية التي بدأ ت شركات المقاولات في إعادة إعمارها.

• انطلاق مكوك الفضاء «ديسكفري» : من مركز كينيدي الفضائي انطلق مكوك الفضاء «ديسكفري» وعلى متنه سبعة رواد فضاء في أول مهمة بعد مضي عامين ونصف. وكان من المقرر أن تبدأ هذه الرحلة قبل أسبوعين إلا أنها تأجلت بعد اكتشاف خلل في جهاز قياس الوقود في أحد الخزانات. ومن المقرر أن يمضي الرواد، وبينهم رائد ياباني، 12 يوما في المحطة الفضائية الدولية. وحسب الخطة المعدة لإطلاق المكوك، انفصل الصاروخان الملحقان بديسكفري تماما بعد دقيقتين من إطلاقه من مركز كينيدي الفضائي في ولاية فلوريدا. 
 وتهدف رحلة ديسكفري إلى اختبار مقاييس السلامة الفنية الجديدة داخل مكوك الفضاء لتفادي تكرار كارثة المكوك كولومبيا. وسيقوم الطاقم خلال الرحلة بمناورة غير مسبوقة ينفذون فيها عمليات في غاية الخطورة لتحديد فيما إذا كان سبب انفجار المكوك كولومبيا هو سقوط مواد عازلة من خزان المكوك. يذكر أن مكوك الفضاء كولومبيا كان قد تحطم في طريق عودته إلى الأرض في فبراير عام 2003 وعلى متنه سبعة رواد فضاء، وهو ما أجبر الولايات المتحدة على إعادة التفكير ببرنامج الفضاء كاملا.
•  هزيمة كروية ثقيلة لريال مدريد بطوكيو : تعرض فريق ريال مدريد الإسباني لخسارة ثقيلة أمام فريق طوكيو فيردي، ضمن جولته الاستعدادية للموسم الكروي المقبل ببلده أسبانيا. وكانت النتيجة بثلاثة أهداف مقابل لا شيءفي أول مباراة له باليابان. رغم أن فريق طوكيو فيردي الياباني، يحتل المركز قبل الأخير في الدوري، ومع ذلك شن ريال مدريد عدداً من المحاولات اليائسة لإحراز هدف.
• من مسلسل القتل بالعراق : عشرة من المسلحين أطلقوا النار على حافلتين للركاب كانتا تقلان موظفين يعملون في مجمع لتنقية مياه الشرب- أثناء عودتهم إلى منازلهم في غرب بغداد فقتلوا سبعة عشر عاملا.وأصيب 32 شخصا.كما قتل مسلحون مجهولون سعد يونس الدفاعي المسؤول في ميليشيا جيش المهدي في محافظة ديالي في هجوم شنوه عليه في منطقة الحي الصناعي في مدينة بعقوبة قبل أن يلوذوا بالفرار.
• نادي إنترميلان الإيطالي يزورإنجلترا : أعلن فريق نادي إنترميلان الإيطالي لكرة القدم أنه سيمضي قدما في رحلته المقررة إلى إنجلترا، ليلعب أربع مباريات ودية ضد فرق بورتسموث، ليستر، ونورويتش وكريستال بالاس.. وكان انترميلان قد أعلن إلغاء الرحلة بسبب المخاوف على سلامة الفريق بعد تفجيرات لندن.وكان الإعلان عن إلغاء الرحلة قد اثار انتقادات من جانب عمدة لندن كن ليفنجستون ووصفه بالسخف، وقال إنه يحقق غرض الإرهابيين. وتعرض القرار أيضا لاتتقادات واسعة النطاق من جانب الأندية التي كان مقررا أن يلعب منها الفريق الإيطالي. وكان رئيس نادي ليستر تيم ديفيس قد أعلن عن خيبة أمله، والفريق «سيطالب بتعويض مالي كبير من إنترميلان».لأنه سيرد أموال البطاقات التي بيعت للجمهور.
• بلير : لا داع للانتحار أو التراجع اكد رئيس الوزراء البريطاني توني بلير "عدم وجود أي مبرر للعمليات الانتحارية في فلسطين أو العراق أو لندن أو مصر أو تركيا أو الولايات المتحدة أو أي مكان اخر".وقال في مؤتمره الصحفي "لا تبرير على الإطلاق للعمليات الانتحارية". وردا على سؤال حول وجود علاقة محتملة بين الحرب على العراق واعتداءات لندن أجاب :"لا يمكننا ان نترك لهؤلاء الاشخاص مجالا لتبرير افعالهم، مهما كانت ذرائعهم أو مبرراتهم ويجب عدم التراجع امام هذه التهديداتع.
•  شارون بباريس لفتح صفحة جديدة  : وصل أرييل شارون رئيس الوزراء الإسرائيلي إلى باريس وهي أول زيارة رسمية لفرنسا منذ أربع سنوات. وكان شارون قد دعا الأسبوع الماضي اليهود الفرنسيين للهجرة إلى إسرائيل. متخذا من تنامي معاداة السامية في فرنسا ذريعة لدعوته ويأمل شارون في فتح صفححة جديدة في العلاقات مع باريس بمناسبة موعد تنفيذ خطة فك الارتباط مع الفلسطينيين. وكانت العلاقات الفرنسية الإسرائيلية قد شهدت فتورا ملحوظا في السنوات الماضية نتيجة انحياز السياسات الفرنسية إلى جانب العالم العربي. هذا وقد تظاهر المئات في وسط باريس بعد ساعات من وصوله فرنسا ورفع المتظاهرون لافتات تحمل «لا لسياسة شارون» و«لا لجدار العزل والاحتلال».
• سرقة ارقام بطاقات الفيزا بالمحمول : في ميامي بولاية فلوريدا قراصنة يقفون بكومبيوترات محمولة خارج المتاجر لسرقة معلومات بطاقات ائتمان الزبائن وأرقام بيانات البطاقات المصرفية لمئات الآلاف من الزبائن. ولم تكشف مصادر التحقيقات عن الوسائل التي يتبعها المتسللون، إلا أنها أشارت إلى احتمال اختراق شبكة المتاجر بتوظيف كومبيوتر محمول مركب بجهاز استقبال لاسلكي يلتقط الإشارات التي تستخدمها المتاجر في نقل المعلومات لاسلكيا بين كومبيوتراتها وأجهزتها الإلكترونية في نطاق شبكتها المحلية. وينفذ القراصنة عملياتهم بإيقاف سياراتهم قرب المتجر أو بالجلوس في مقهى له توصيلة لاسلكية مع الإنترنت.وحذر الخبراء 5 ملايين متجر أميركي أصبحت الأكثر عرضة للهجمات. لأنها بخلاف المصارف والمؤسسات المالية، لا تمتلك هذه المتاجر الخبرة التقنية اللازمة والقدرات الإدارية العالية للحفاظ عل سلامة بيانات الزبائن. كما أدى توسع استخدام التقنيات اللاسلكية في قطاع الأعمال، إلى ازدياد تعرض النظم الكومبيوترية لاحتمالات الاختراق والتسلل.

## الثلاثاء 26 يوليو 2005
•  عباس ينقل مقره إلى غزة : الرئيس الفلسطيني محمود عباس أعلن إنه سينقل مكتبه إلى غزة حتى انتهاء الانسحاب الإسرائيلي من القطاع. وأضاف أنه سينسق موقف الجانب الفلسطيني أثناء الانسحاب، ويتوسط بين الفصائل المختلفة. وتعتزم إسرائيل، التي تحتل قطاع غزة منذ عام 1967، بدء إخلاء المستوطنات اليهودية في غزة بعد ثلاثة أسابيع. يذكر أن عباس يتخذ من رام الله في الضفة الغربية مقرا له، منذ انتخابه عقب وفاة ياسر عرفات. وقال عباس لراديو فلسطين: "سأتوجه الآن إلى غزة طوال فترة فك الارتباط لمتابعة التفاصيل من هناك.

• البيت الأبيض يؤكد الإنسحاب من غزة : 

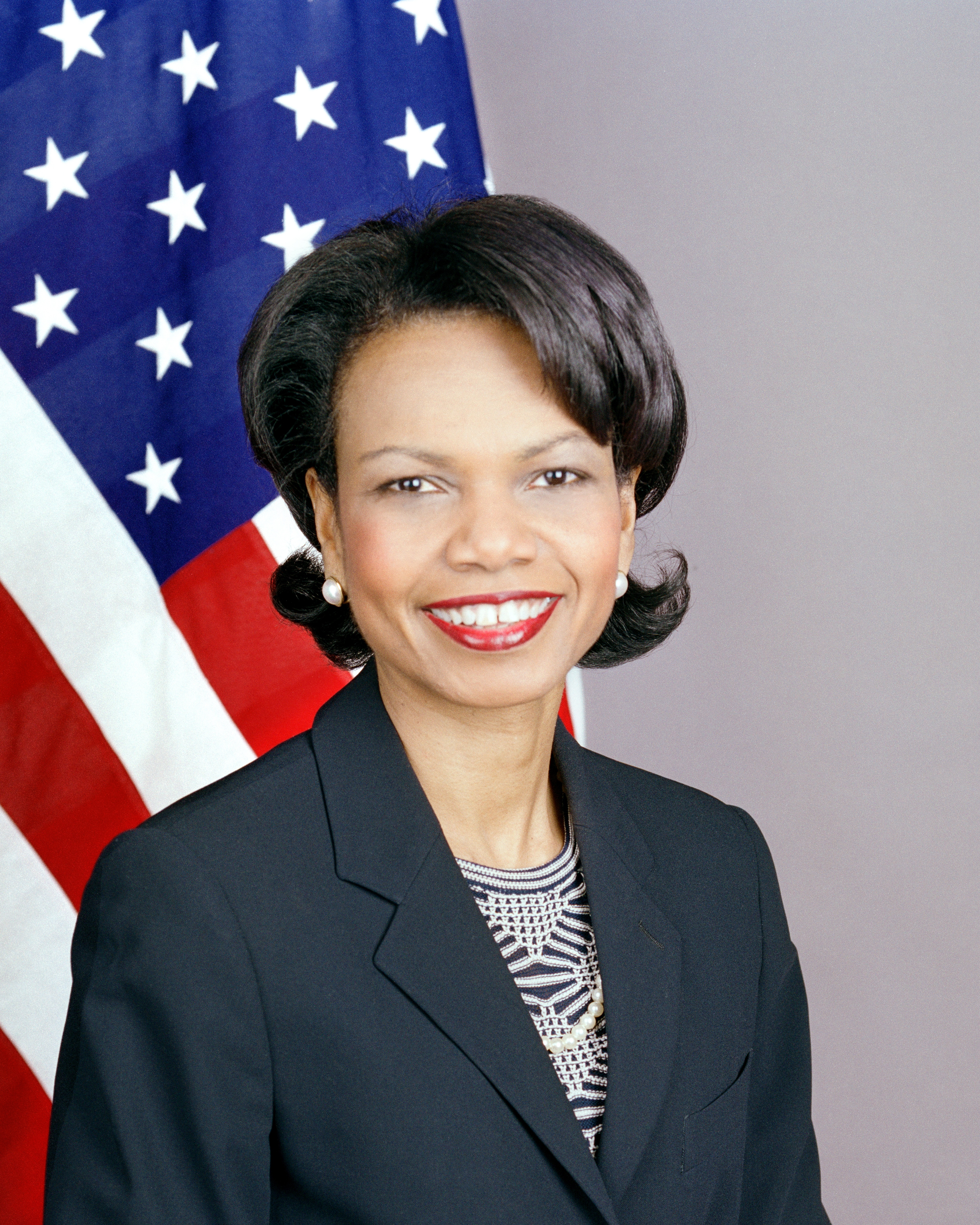
. كوندا لبزا

المتحدث شون ماكورماك باسم البيت الأبيض قد أكد في تصريح له، التزام الإدارة الأميركية بإحراز تقدم في عملية السلام في الشرق الأوسط من خلال العمل مع الطرفين الإسرائيلي والفلسطيني. وأشار إلى أن كوندوليزا رايز وزيرة الخارجية الأميركية عادت من جولتها في المنطقة مؤخرا وأطلعت الرئيس بوش على نتائج محادثاتها لاتخاذ إجراءات لدفع عملية السلام.جاء هذا ردا على التشكيك الإعلامي في أن جولات رايز المكوكية بين أرييل شارون ومحمود عباس لم تسفر عن أي نتيجة، وأن واشنطن ستتابع عملها مع كل الأطراف لانجاز الانسحاب الإسرائيلي من قطاع غزة.
• سحب البعثة الجزائرية ببغداد فجأة : الجزائر سحبت بعثتها ببغداد فجأة بعد خطف علي بلعروسي (62 عاما) القائم بالأعمال الجزائري في العراق وزميله عز الدين بلقاضي (47 عاما) عندما كانا الخميس الماضي في سيارة على بعد 100م من مقر السفارة الجزائرية في بغداد.. نشر تنظيم القاعدة في بلاد الرافدين على الإنترنت أوراق هويته، في وقت أعلنت فيه الجزائر أنها سحبت بالكامل بعثتها الدبلوماسية من بغداد ومعها أسرة الدبلوماسي المخطوف علي بلعروسي.وصرح مسؤل أمني كبير في الداخلية العراقية أمس الاثنين أنه تم اعتقال شخصين مشتبه فيهما في عملية الخطف وهما يخضعان للاستجواب.
• مسلسل التفجيرات مستمر بالعراق : التفجيرات والعمليات المسلحة في العراق متصاعدة. فقد أعلن الجيش الأميركي مقتل أحد جنوده في انفجار عبوة ناسفة استهدفت دوريته قرب سامراء (125 كم شمال بغداد). وفي سامراء قتل رجل أعمال عراقي وزوجته وابنه في انفجار عبوة ناسفة على الطريق الرئيسي غرب المدينة.كما قتل ستة عراقيين وجرح 16 آخرون عندما انفجرت حافلة صغيرة محملة بالمتفجرات في نقطة تفتيش أمام فندق السدير ببغداد الذي يستخدمه مقاولون أميركيون.وأعقب ذلك انفجار سيارة مفخخة في دورية لقوات مغاوير وزارة الداخلية تحت جسر الحارثية غربي بغداد، مما أسفر عن مقتل اثنين وجرح سبعة آخرين. وقتل أربعة أشخاص بينهم امرأتان وأصيب ثلاثة آخرون عندما هاجم مسلحون منزلا في حي الدورة جنوب بغداد.كما قتل سائق شاحنة عراقي في مدينة الإسحاقي شمال بغداد عندما انفجرت عبوة ناسفة استهدفت شاحنته التي كانت تسير بمرافقة القوات الأميركية.
• هاورد رفض تحديد موعد لسحب القوات الأسترالية  :
أكد جون هاورد رئيس الوزراء الأسترالي عقب زيارته المفاجئة لبغداد أمس الاثنين أن القوات الأسترالية ستبقى في العراق طالما احتاجت إليها الحكومة العراقية.
• مقاطعة السنة لمسودة الدستور العراقي : أعضاء بلجنة صياغة الدستور العراقي شككوا في المسودة الأولية للدستور وقال عبد الناصر الجنابي أمين سر مجلس الحوار الوطني وأحد الأعضاء السنة العرب الذين انضموا إلى اللجنة من خارج الجمعية الوطنية إن مسودة الأحرف الأولى للدستور كتبت من قبل جهة واحدة، ولم يشارك فيها الأعضاء السنة الخمسة عشر في لجنة الصياغة الذين علقوا عضويتهم فيها عقب مقتل اثنين منهم.
• تعاون أمني بين السعودية وإيران : وافق مجلس الوزراء السعودي على تفويض وزير الداخلية الأمير نايف بن عبد العزيز بالتباحث مع السلطات الإيرانية حول مشروع قانون للتعاون الأمني بين البلدين.والمشروع يتضمن تبادل المتهمين والأشخاص الذين صدرت بحقهم أحكام بالإدانة. وكان البلدان قد وقعا في عام 2001 على اتفاق أمني لمكافحة الجريمة والإرهاب وتبييض الأموال ومراقبة الحدود.
•  إسرائيل تنتقد بابا الفاتيكان  استدعت إسرائيل سفير الفاتيكان ليشرح سبب عدم ذكر البابا بنديكتوس السادس عشر لإسرائيل لدى إدانته لسلسلة أعمال العنف التي وقعت مؤخرا في مصر وتركيا والعراق وبريطانيا. وقالت إسرائيل إنه لم يدن التفجير الانتحاري الذي وقع في نتا نيا مؤخرا وأسفر عن مقتل خمسة إسرائيليين. وقالت وزارة الخارجية الإسرائيلية في بيانها إن هذا سيفسر بمنح شرعية للهجمات الإرهابية على اليهود.وأضافت: «توقعنا أن يتصرف البابا، الذي شدد لدى توليه هذا المنصب على أهمية العلاقة بين الكنيسة والشعب اليهودي، بطريقة مختلفة.» ورفضت سفارة الفاتيكان التعليق على البيان الإسرائيلي.
• 'بوش وزوجته يقدمان العزاء بسفارة مصر  وصل إلي مقر السفارة المصرية في واشنطن الرئيس جورج بوش وبصحبته زوجته لورا، وقال: جئنا لنعبر عن تعاطفنا مع الذين فقدوا حياتهم وإصرارنا القوي للوقوف مع شعب وحكومة مصر في رفض ما حدث. وأضاف: إن من قاموا بهذا العمل في شرم الشيخ، قتلوا مسلمين وآباء وأمهات أبرياء، وأناس يبحثون عن الرزق، ومن قاموا بهذا العمل ليس لديهم قلب أو ضمير أو أيديولوجية، سوي أيديولوجية الكراهية
• باكستانيون وراء تفجيرات شرم الشيخ  : كثفت سلطات الأمن المصرية إجراءاتها للقبض على باكستانيين تشتبه بتورطهم في تفجيرات شرم الشيخ، وسط تأكيدات بوقوع تبادل لإطلاق النار بين الشرطة والمطلوبين في المنطقة قرب قريتي خروم ورويسات (30 كلم من شرم الشيخ) خلال البحث عن 7 باكستانيين يشتبه بتورطهم في الهجمات..وأوضحت تلك المصادر أن العملية بدأت ليلا بعد العثور على جوازات ستة باكستانيين تشير معلومات الأمن أنهم دخلوا البلاد وثائق سفر أردنية مزورة.. وكانت الشرطة تبادلت النار مع البدو الذين يحمون الباكستانيين. وأشارت معلومات أن أحد المطلوبين ربما يكون قد قتل خلال مطاردة الشرطة للمشتبه بهم. وقالت المصادر إن الباكستانيين كانوا يقيمون في فنادق بشرم الشيخ لكنهم اختفوا في أعقاب التفجيرات التي وقعت في وقت مبكر صباح السبت، تاركين جوازات سفرهم في مكاتب الاستقبال. وقداعلنت مجموعة ثانية غير معروفة تطلق على نفسها "مجاهدو مصر" مسئوليتها عن تفجيرات شرم الشيخ الدامية. وقدمت أسماء خمسة انتحاريين على انهم منفذوها.
• طهران تستأنف نشاطها النووي : أعلن الرئيس الإيراني المنتهية ولايته محمد خاتمي أن بلاده ستستأنف قريبا بعض النشاطات النووية الحساسة جدا، بغض النظر عن المقترحات التي سيقدمها الاتحاد الأوروبي.وكانت إيران قد علقت نشاط (مصنع تحويل) أصفهان لمدة شهرين حتي يقدم الاتحاد الأوروبي مقترحات جديدة ملموسة". وكان الاتحاد الأوروبي قد هدد إيران باللجوء إلى مجلس الأمن لعرض القضية وهذا ما تسعى إليه واشنطن.
•  السويد ترفض محاكمة صدام لديها : أعلنت وزارة العدل السويدية رفضها لطلب تقدم به المحامي جيوفاني ديستيفانو أحد محامي الدفاع عن صدام حسين طالبا محاكمته في السويد وقضاء فترة العقوبة بالسجون السويدية الحكم عليه.
و ديستيفانو صرح بأنه يعتزم الطلب من الحكومة العراقية والأمم المتحدة مطالبة السويد رسميا القبول باستضافة صدام حسين على أراضيها، قبل المحاكمة أو أثناءها أو بعدها. لأن محاكمة صدام في العراق تشكل خطرا على حياته بسبب الأوضاع الأمنية المتدهورة.
• كوريا الشمالية تعود إلى طاولة المفاوضات بعد اجتماعات تمهيدية• 

## الإثنين 25 يوليو 2005
• زلزال سونامي جديد :  

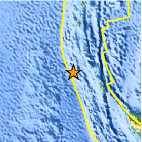
مركز الزلزال.

بقوة 7 ريختر يضرب جزر نيكومار الهندية موقعه على بعد 690 ميلا جنوب غرب تايلاند..و قد ينجم عن الزلزال موجة سونامي محلية مدمرة في المحيط الهندي لتضرب موجة سونامي سواحل اندمان وجزر نيكوبار التابعة للهند، وسواحل إندونيسيا وسواحل المحيط الهندي وساحل الملوك في سومطرة.
• إسرائيل غير جادة في الانسحاب : قال الفلسطينيون إن المحادثات بين وزير الداخلية نصر يوسف ووزير الدفاع الإسرائيلي شاؤول موفاز بشأن الانسحاب الإسرائيلي من غزة لم «يتمخض عن نتائج عملية. وقال توفيق أبو خوصة الناطق الإعلامي باسم وزارة الداخلية: كانت هناك» مماطلة وعدم جدية وعدم تعاون«من الجانب الإسرائيلي فيما يتعلق بتنسيق الانسحاب المزمع من قطاع غزة وأربع مستوطنات في الضفة الغربية. وكان الجانب الفلسطيني طرح بعض المطالب والاستفسارات التي تتعلق بالانسحاب الإسرائيلي، إلا أنه» لم يحصل على إجابات.تناول الاجتماع الجداول الزمنية للانسحاب وتفاصيل التحركات الإسرائيلية التي ستواكب الانسحاب.وكان وزير الدفاع الإسرائيلي شاؤول موفاز قال الأحد إن الانسحاب الإسرائيلي من قطاع غزة يجب أن يكون سريعا ومتواصلا وليس على مراحل.
• إنذار بقنبلة على طائرة إيطالية : رفعت السلطات الإيطالية حالة التأهب القصوي في مطار روما الدولي بسبب إنذار بوجود قنبلة على متن طائرة قادمة من ايبيزا. وقام رجال الأمن بتفتيش الطائرة بعد هبوطها سالمة وعلى متنها 54 راكباً. لم يعثر على أثر للقنبلة وكان الإنذار كاذباً. وتقوم السلطات على تحديد مصدر المكالمة.
•  هجمات لندن سببها حرب العراق  : 23 % من المشاركين في الاستطلاع الذي أجرته صحيفة ديلي ميرور وشبكة "I T " التليفزيونية إن الحرب هي السبب الأساسي للتفجيرات. فيما أعرب 62 % عن اعتقادهم بأن الحرب أحد العوامل التي أسهمت في الهجمات.لكن توني بلير رئيس الوزراء البريطاني رفض مرارا وجود أي صلة بين الحرب وتلك التفجيرات. وأظهر استطلاع آخر أجرته صحيفة صن البريطانية جاء فيه أن 91 % من المسلمين البريطانيين يقولون إن القرآن لا يبيح الهجمات الانتحارية ولا يعتبرون منفذيها شهداء. ويقول أكثر من 80 % منهم إنهم يشعرون بشدة بانتمائهم إلى بريطانيا وأنهم جزء من المجتمع البريطاني، غير أن 52 % منهم يؤمنون بأن الإسلام لا ينسجم مع قيم الديموقراطية البريطانية.وعلل نصف من شملهم الاستطلاع هجمات لندن إلى مشاركة بريطانيا في الحملة العسكرية في العراق، ولكن 24 % منهم يعتقدون أن الهجمات كانت ستحدث حتى لو لم تشارك بريطانيا في الحرب.
• أمريكا تحذر رعاياها بمصر: الحكومة الأميركية حذرت الرعايا الأميركيين المقيمين في مصر لتوخي الحذر بعد تفجيرات منتجع شرم الشيخ. مع تجنب السفر إلى محافظة سيناء الجنوبية.وقال متحدث باسم الخارجية الأميركية إن مصر أصبحت كدول غيرها ضحية للعنف السياحي. ويرى المحللون أن اعتداءات شرم الشيخ الدامية وجهة ضربة للحكومة المصرية قبل نحو ستة أسابيع من انتخابات الرئاسة المصرية. وقد شددت وزارة الداخلية المصرية إجراءات الأمن في المناطق السياحية.
• أعاد قطعة آثار ليستريح صديقه في قبره : أعلن المجلس الأعلى المصري للآثارعن قيام جاك جريفز الذي يعمل أستاذا في جامعة كاليفورنيا أعاد القطعة الأثرية التي تعود إلى مقبرة سيتي الأول بالبريد المستعجل. وكان صديق له قد عثر عليها أثناء زيارته لأحدى المقابر الفرعونية في وادي الملوك عام 1958. وكان يقوم بدراسة النصوص الموجودة عليها. وقد أعادها لكي يستريح صديقه حتي لا يشعر بالذنب في قبره. والقطعة عليها كتابات بالهيروغليفية عبارة عن صلاة للإله أوزيريس إله عالم الموتى لدي قدماء المصريين. أخذت القطعة من مقبرة سيتي الأول مؤسس الأسرة 19 التي ترجع إلى فترة 1312 – 1298ق م.
• عملية انتحارية في بغداد : انفجرت شاحنة من نوع سكانيا يقودها انتحاري في مركز شرطة الرشاد شرقي العاصمة بغداد. أدي إ.لي مقتل 25 شخصا وإصابة أكثر من 30. وغالبية القتلى من المدنيين. الهجوم ألقى بجثث الضحايا وقطع معدنية على أسطح البنايات المجاورة. كما احترقت أكثر من عشرين سيارة، وخلف حفرة عميقة. وارتفاع عدد ضحايا موجة التفجيرات التي تستخدم فيها سيارات ملغومة، يضع ضغوطا متزايدة على الحكومة العراقية الجديدة لاتخاذ إجراءات فعالة لوقف هذه الهجمات.
•  مرض غامض بالصين  : قتل تسعة اشخاص في الصين وآخرون في المستشفى.يعانون من عوارض عدة كالحرارة المرتفعة والتقيؤ خلال الشهرين الأخيرين. زكلهم أتوا من مقاطعة سيشوان وقد ذبحوا مؤخراً خنازير وخراف. وقالت صحيفة واشنطن بوست إنه تم التاكد من أن انفلونزا الطيور لم تكن أحد أسباب الموت. ويقول الاعلام الصيني إن المزارعين عانوا من عوارض شبيهة بالإصابة بالانفلوانزا في المراحل الأولى للمرض ثم أصيب المزارعون بنزيف داخلي ودخلوا حالة صدمة. ولم يشف حتى الآن إلا مريض واحد وستة مرضى من بين العشرة في المستشفى حالتهم حرجة.

## الأحد 24 يوليو 2005
• مقتل إسرائيليين واصابة ثلاثة في غزة:  عندما فتح ناشطون فلسطينيون النار على سيارتهم قرب معبر ;كيسوفيم الحدودي بغزة في ساعة مبكرة من صباح اليوم الأحد. وتبنت ثلاث فصائل فلسطينية الهجوم وهي كتائب شهداء الأقصى التابعة لحركة فتح، وحركة الجهاد الإسلامي، ولجان المقاومة الشعبية. ويأتي الهجوم كذلك بعد ساعات قليلة من لقاء وزيرة الخارجية الأمريكية مع الرئيس الفلسطيني محمود عباس. يذكر ان معبر كيسوفيم هو نقطة العبور الرئيسية مع الأراضي
•الأهلي المصري يحقق فوزه الثالث: على حساب أياكس جنوب أفريقيا ويقترب من قبل النهائي
خطا الاهلي المصري خطوة كبيرة نحو الدور قبل النهائي بتحقيقه الفوز الثالث على التوالي بتغلبه على ضيفه اياكس كيب تاون 2 ـ صفر على استاد السكة الحديد في القاهرة في افتتاح الجولة الثالثة من منافسات المجموعة الأولى في الدور ربع النهائي من مسابقة دوري ابطال أفريقيا لكرة القدم. ورغم الفوز انتقد البرتغالي مانويل
• القتلي 83 في انفجارات شرم الشيخ:

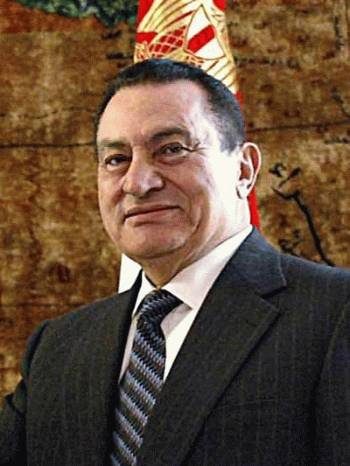
مبارك

 أعلنت السلطات الأمنية في مصر عن انها القت القبض يوم السبت على 35 شخصا على خلفية التفجيرات التي تعرض لها منتجع شرم الشيخ ليلة الجمعة. تبنت "كتائب الشهيد عبد الله عزام" من تظيم القاعدة في بلاد الشام وأرض الكنانة، في بيان على الإنترنت، مسؤولية تفجيرات شرم الشيخ التي أوقعت 83 قتيلاً - غالبيتهم من المصريين - فضلاً عن مائتي جريح فجر السبت. وكان الرئيس المصري حسني مبارك قد اكد في رسالة تلفزيونية مسجلة بثت يوم السبت أيضا إصرار بلاده على الاستمرار في محاربة "الارها
• لندن: القتيل بمحطة ستوكويل لا علاقة له بالتفجيرات
• القاعدة تتبنى اختطاف رئيس البعثة الجزائرية ببغداد
• انفجار دون إصابات في إسبانيا
• دمشق: حرس الحدود يتعرض لنيران القوات الأمريكية
• سكوتلاند يارد: استئناف الخدمة بمحطة «مايل أيند» بلندن
• رايس تشيد بجهود السلطة الفلسطينية في كبح المليشيات

## الجمعة 22 يوليو 2005
- المشيرأبو غزالة والترشيح لرئاسة مصر  : أشارت تقارير صحفية أن معاوني المشير محمد عبد الحليم أبو غزالة وزير الدفاع الأسبق نجحوا حتى الآن في الحصول على تأييد 82 نائبا بمجلس الشعب، وذلك في إطار جهودهم لجمع التوقيعات البرلمانية التي يشترط الدستور جمعها لخوض الانتخابات على رئاسة الجمهورية.ويشترط التعديل الجديد للمادة 76 من الدستور حصول المرشح المستقل الذي يرغب في خوض انتخابات الرئاسة على تأييد 250 نائبا من أعضاء مجلسي الشعب والشورى والمجالس المحلية بالمحافظات، بينهم 65 من أعضاء مجلس الشعب. وجاء انضمام المشير أبو غزالة إلى قائمة الأسماء المرشحة لخوض انتخابات الرئاسة المقبلة، كمرشح إنقاذ يتولى قيادة البلاد لمرحلة انتقالية يتم خلالها تطور الحياة السياسية في مصر. وكان المشير أبو غزالة قد اختفى من الحياة العامة إثر تعيينه مساعدا لرئيس الجمهورية.
- نشر صور المشبوهين بتفجيرات لندن أمس : نشرت الشرطة البريطانية صورا التقطتها كاميرات أمنية لاربعة مشتبه فيهم يعتقد أنهم حاولوا تفجير قنابل بثلاث قطارات للإنفاق وباص أمس الخميس. وقال مساعد قائد شرطة لندن إنه يجب على أي شخص لديه معلومات عن هؤلاء الاشخاص أو أماكن وجودهم أن يتصل بالشرطة. وقد عبر الرئيس الأمريكي جورج بوش عن دعم الولايات المتحدة لسكان لندن بعد «الموجة الثانية من الهجمات».
- كوندوليزارايس وتفجيرات لبنان : قتل شخص وأصيب آخرون بجروح في انفجار وقع مساء اليوم الجمعة في شارع مونو بمنطقة الأشرفية شرقي بيروت، كما ذكرت محطات تلفزة لبنانية. ويأتي هذا الانفجار بعد ساعات من زيارة وزيرة الخارجية الأميركية كوندوليزا رايس إلى العاصمة اللبنانية.وكاننت كوندوليزا رايس قد قالت في مؤتمر صحفي مشترك مع رئيس الوزراء اللبناني فؤاد السنيورة بعد سويعات من وصولها بيروت في زيارة مفاجئة إن لبنان يفهم أنه دولة لديها التزامات دولية وإنه يجب أن تكون هناك سلطة سياسية واحدة، في إشارة واضحة إلى سلاح حزب الله الذي قالت إن الموقف الأميركي لم يتغير منه.
- مصادرة اموال أقارب صدام : جمدت الولايات المتحدة امس اصول ستة من أبناء اخوة الرئيس العراقي المخلوع صدام حسين، واتهمتهم بتمويل المسلحين في العراق. وقال ستيوارت ليفي، وكيل وزارة الخزانة لشؤون الإرهاب والمخابرات المالية، في بيان هذا الاجراء يستهدف تدفقات الاموال من افراد النظام السابق الذين يدعمون بشكل نشط الهجمات ضد قوات التحالف والشعب العراقي.
- مظاهرات دموية باليمن : تواصلت أمس أعمال العنف والشغب في العديد من المدن اليمنية لليوم الثاني علي التوالي احتجاجا علي رفع أسعار المشتقات النفطية ورفعت معها عدد الضحايا من القتلي والجرحي إلي نحو 30 قتيلا والعشرات من الجرحي منذ اندلاع المواجهات أمس الأول.

## الأربعاء 20 يوليو 2005
- الأطراف الفلسطينية تتوصل إلى حل: توصل قادة كل من حركتي حماس وفتخ الفلسطينيتين، إلى اتفاق يضع حدا للقتال الدائر بينهما. ووافقت حماس على سحب جميع مسلحيها من شوارع غزة، تاركة المبادرة للسلطة الفلسطينية. وكانت إسرائيل قد هددت بغزو قطاع غزة مجددا ما لم يوقف الفلسطينيون إطلاق القذائف على المستوطنات.
- حكومة جديدة في لبنان: تم الإعلان عن تشكيل حكومة لبنانية جديدة، وكانت هذه المرة الثالثة التي يتقدم فيها رئيس الوزراء المكلف فؤاد السنيورة إلى رئيس الجمهورية إيميل لحود بتشكيلة حكومة، بعد أن تم رفض التشكيليتين السابقتين. وتضم التشكيلة الجددة وزيرا من حزب الله، فيما استبعد مقربو قائد الجيش السابق ميشيل عون، بعد أن رفضت مطالبهم. وتعبر هذه أول حكومة في لبنان بعد انسحاب القوات السورية من أراضيها.

## الثلاثاء 19 يوليو 2005
- الحزب الحاكم باليمن يتمسك بصالح : بعد مرور 24 ساعة على إعلان الرئيس اليمني علي عبد الله صالح عدم ترشحه للانتخابات الرئاسية المقبلة، قال نائبه، عبد ربه منصور: المؤتمر الشعبي العام للحزب الحاكم، متمسك بالرئيس قائدا للبلاد في الفترة المقبلة، ومرشحا للحزب بالانتخابات الرئاسية في سبتمبر (أيلول) 2006. وسيعلن رسميا ترشيح الرئيس علي عبد الله صالح للانتخابات القادمة، في نوفمبر لبقادم
- أفريقيا تطلب نوسيع عضويتها بمجلس الأمن: تقدم الاتحاد الأفريقي رسميا بمشروع قرار إلى الجمعية العامة الأممية لمنح أفريقيا مقعدين دائمين في مجلس أمن موسع بناء على توصية القمة الأفريقية التي انعقدت مطلع هذا الشهر بطرابلس الليبية.وتوصي الوثيقة الأفريقية بدخول 11 دولة جديدة لمجلس الأمن، ست منها تتمتع بحق الفيتو اثنتان منها أفريقية، وهما معقدان تتنافس عليهما جنوب أفريقيا ومصر ونيجيريا، كما ينص على إضافة خمس مقاعد غير دائمة اثنان منها لأفريقيا.وقال سفير نيجيريا في الأمم المتحدة أمين والي إن مشروع القرار الأفريقي يهدف إلى «توسيع مجلس الأمن بحيث لا يضعف تماسكه ولا الإرادة المشتركة للدفاع عن قضية السلم والأمن العالميين»،
- تعاون أمني واقتصادي بين العراق وإيران : قال إبؤاهيم الجعفري رئيس حكومة العراق بعد زيارته لطهران ان البلدين اتفقا على تشكيل عدد من اللجان المشتركة لتتولى قضايا تأمين الحدود بينهما ومحاربة الإرهاب. ووقع على اتفاقات في مجال النقل والطاقة. وقال محمد رضا عارف النائب الأول للرئيس الإيراني أن بلاده تدعم مطالب العراق في الحرية والامن. وبناء مطار دولي بمدينة النجف، وتسيير رحلات طيران إلى بغداد لنقل الإيرانيين الراغبين في زيارة الأماكن المقدسة بالعراق. وكان الجعفري قد وصل إلى إيران يوم السبت في أول زيارة يقوم بها مسؤول عراقي رفيع المستوى إلى إيران منذ اندلاع الحرب العراقية الإيرانية عام 1980.
- الرجاء البيضاوي يفوز بكأس المغرب : فريق الرجاء البيضاوي فاز في مسابقة كأس المغرب لكرة القدم بعد فوزه على خصمه أولمبيك خريبكة بركلات الجزاء. وكانت نتيجة المباراة 5-4 بركلات الترجيح بعد تعادل الفريقين صفر- صفر في الوقتين الأصلي والإضافي.وكانت المباراة على ملعب الأمير مولاي عبد الله في الرباط.ويعد هذا اللقب السادس للرجاء البيضاوي في المسابقة بعد أعوام 1974 و1977 و1982 و1996 و2002، وبهذا الفوز أنقذ الرجاء البيضاوي موسمه وعوض خسارته في الحصول على لقب بطل الدوري المحلي في المرحلة الأخيرة الذي فاز به الجيش الملكي.
- آخر الأخبار*: الحكومة البريطانية ترفض ما جاء في تقرير من أن البلاد أصبحت أكثر عرضة للهجمات منذ غزو العراق

## الإثنين 18يوليو 2005
- حماس ملتزمة مع حق الرد: قالت حركة حماس إنها لا تزال ملتزمة بوقف لإطلاق النار، لكنها تحتفظ بحق المقاومة والدفاع عن النفس.وكانت إسرائيل قد هددت بشن هجوم عسكري بري لوقف الهجمات الصاروخية الفلسطينية. وقال عباس للصحفيين في غزة إن السلطة الفلسطينية ستفعل ما بوسعها «لمنع هذه الصواريخ».وحذر من أن أي توغل إسرائيلي في غزة «قد يقوض كل شيء ويخرب كل شيء.» وتحشد إسرائيل الدبابات والقوات استعدادا لعمليات توغل كبيرة في المدن الفلسطينية. وقال أرييل شارون رئيس الوزراء الإسرائيلي أرييل شارون إنه أخبر قادته العسكريين بأنه لن تكون هناك قيود على العمليات. والهجمات الفلسطينية لن توقف الانسحاب الإسرائيلي من قطاع غزة الشهر القادم.
- العفو عن سمير جعجع بلبنان : قررمجلس النواب اللبناني العفو عن سمير جعجع القائد السابق للقوات اللبنانية المسيحية والذي يقضي حاليا حكما بالسجن المؤبد.وكام قد حكم عليه بالإعدام لجرائم ارتكبها أثناء الحرب الأهلية اللبنانية. وقد خفف الحكم للسجن المؤبد. وصوت غالبية النواب اللبنانيين لصالح قرار العفو، ولكن نواب الكتلة الشيعية تركوا جلسة التصويت. حتي لا يضطروا لاتخاذ موقف. وبعد اعلان القرار دوى صوت البنادق الرشاشة وأطلقت العاب نارية واطلق العنان لمنبهات السيارات في بشارة، مسقط رأس جعجع. وما زال على الرئيس اميل لحود التوقيع على قرار العفو.
- المكسيك تستعد لأسوأ إعصار: تستعد شبه جزيرة يوكاتان المكسيكية لاستقبال إعصار ايميليفقد رفعت الحكومة المكسيكية حالة التأهب لأسواء عاصفة تضربها منذ سنوات.وتم إجلاء 85 ألف شخص يعيشون بطول ساحل يوكاتان الشرقي، البالغ طوله 200 كيلومتر.و ظهرت بوادر الإعصار الأحد في صورة أمطار غزيرة فوق شبه الجزيرة، وتزامنت مع رياح عاتية وأمواج عالية.والإعصار «ايميلي» زادت حدته ليصل إلى المستوى الرابع من الأعاصير على مقياس سفير/سيمبسون، المكون من خمسة مستويات.ويتوقع خبراء الأرصاد بلوغ الإعصار المرتبة الخامسة خلال ساعات. مما يشكل خطرا كبيرا على بعض مناطق المكسيك، وساحل خليج تكساس.وكان الإعصار قد تسبب في حدوث فيضان كبير في جاميكا وكان عدد من الولايات الأمريكية الجنوبية قد تعرض الأسبوع الماضي لإعصار آخر يحمل اسم «دينيس»، مما أدى لوقوع خسائر كبيرة وانقطاع التيار الكهربائي عن 861 ألف أمريكي في خمس ولايات من بينها ولاية «فلوريدا» وولاية «ميسيسيبي».
- حصيلة القتلي الأمريكان بالعراق : أعلن الجيش الأميركي عن مقتل جندي أميركي وأصابة اثنين بجروح في انفجار عبوة ناسفة بمحافظة صلاح الدين شمال بغداد.وكانت مصادر عسكرية أميركية قد أعلنت أمس مقتل جنديين أميركيين أحدهما في انفجار بمدينة كركوك شمال بغداد، والآخر في انفجار قرب مدينة الفلوجة. وفي هجمات متفرقة أخرى قالت مصادر في الجيش العراقي إن ستة عراقيين لقوا مصرعهم شمال بغداد في اشتباكات بين الجيش الأميركي ومسلحين. كما اختطف مقاولان يتعاملان مع الجيش الأميركي في العراق.
- الصدر مقاومة الاحتلال للعراق مشروعة  : قال الزعيم الشيعي مقتدى الصدر في مقابلة مع هيئة الإذاعة البريطانية إن مقاومة «الاحتلال» في العراق مشروعة. وأول من يجب أن يقر بمشروعية المقاومة هو الرئيس الأميركي جورج بوش الذي قال «إذا كان بلدي محتلا فسأقاوم». وأضاف الصدر أن «المقاومة مشروعة على المستويات الدينية والفكرية وغيرها».وأكد أنه لن يشارك في صياغة الدستور العراقي بمنتصف الشهر المقبل وسيعرض على استفتاء شعبي يوم 15 أكتوبر المقبل.
- ضجة حول هواتف الكلاب : الموضة في بريطانيا، إهداء الهواتف الجوالة للكلاب والمصنعة على شكل عظمة لاستعمالها. وستباع في احتفالات الكريسماس ورأس السنة. لكن جمعية الرفق بالحيوان الملكية يلندن حذرت بشدة من خطورة إهداء الكلاب هذه التليفونات بسبب الأذى الذي قد تسببه لها. وتربط الهواتف حول رقبة الكلب.مما يتيح لصاحبه إمكانية التواصل والتحدث معه من خارج البيت. وحذر تيم مايلز المستشار الطبي للجمعية قائلا: قد تسبب هذه الطريقة الخوف عند الكلب وتضلله، لأنه قادر على سماع ومعرفة صوت صاحبه، من دون أن يراه، مما قد يجبره على البحث عنه. والمكالمة الهاتفية من صاحبه الغائب، يجب ألا تصبح بديلا للعلاقة الشخصية، التي يتمتع بها الاثنان. والتليفون يضم جهاز اتصال فضائي، يحدد من خلاله مكان وجود الكلب في حالة وجوده خارج البيت.وكثير من أصحاب الكلاب، سيتركون الرسائل التلفونية لكلابهم للاستماع لها والاستئناس بها

## الأحد 17 يوليو 2005
- هجوم وشيك على غزة  : أعلنت إسرائيل عن هجوم بري وشيك على قطاع غزة. بينما دعا محمود عباس رئيس السلطة في خطابه أمس كافة الفصائل إلى الالتزام بالهدنة.وطالبها بوقف القصف علي إسرائيل، وحماس تعلن عن عدم ارتياحها بعد خطاب الرئيس.و قريع يلتزم بالتهدئة ويتهم الاحتلال بدفع الفلسطينيين للقتال.
- مقتل العشرات جنوبي بغداد : مقتل 58 شخصا على الاقل واصابة العشرات في هجوم انتحاري بالقرب من مسجد شيعي في مدينة المسيب جنوبي بغداد. ومقتل 3 جنود بريطانيين بالبصرة.
- كاميرات المراقبة ومتابعة الاتصالات في أوروبا: أفادت صحيفة نمساوية أن هذه الأجهزة ساعدت المحققين البريطانيين على التوصل إلى منفذي هذه الهجمات، الأمر الذي زاد من اهتمام باقي دول الاتحاد الأوروبي بنشر مثل هذه الأجهزة، وبخاصة في ألمانيا، نظراً لأنها سوف تستضيف نهائيات كأس العالم عام 2006.و نشرت الشرطة البريطانية صورة التقطتها كاميرا مراقبة أمنية للأشخاص الأربعة الذين يشتبه في أنهم نفذوا هجمات لندن وهم مجتمعون في محطة لوتون للقطارات شمال العاصمة البريطانية صباح يوم الخميس الأسود.
- سلوفاكياعلقت الدستور الأوربي  قررت المحكمة الدستورية في سلوفاكيا وقف إجراءات التصديق على الدستور الأوربي الذي رفضه الفرنسيون والهولنديون رغم موافقة البرلمان السلوفاكي عليه في مايو الماضي. وكان القرار بناء علي طعن قدمه مجموعة من المواطنين اعتبرت إن حقوقها انتهكت عندما اختارت سلوفاكيا التصديق على الدستور في تصويت برلماني بدلا من إجراء استفتاء عليه.ويتعين موافقة كل الدول الأعضاء في الاتحاد الأوروبي عليه ليصبح قانون إدارة الاتحاد الأوروبي
- اكتشاف تمثال نادر في الأقصر  : بعثة الآثار المصرية الفرنسية اكتشفت تمثالا نادرا للملك نفرحتب أحد ملوك الأسرة الثالثة عشر بالأقصر أثناء أعمال الترميم والتطوير في معبد الكرنك. وعثر عليه داخل حفرة تحت أساسات المسلة الجنوبية به، ويصل عمره إلى 3600سنة. ويعد اكتشاف التمثال من أهم الاكتشافات التي تم العثور عليها في الأقصر (طيبة)بشرق النيل بينما مقيرة توت عنخ آمون قد عثر عليها بغرب النيل بوادي الملوك.
- ' اعتزال بشار كابتن منتخب الكويت: اكد بشار عبد الله كابتن المنتخب الكويتي ان مهمة المنتخب صعبة في مباراته المقبلة امام منتخب أوزبكستان في الجولة الأخيرة للتصفيات الآسيوية على نصف مقعد آسيا المتبقي للتأهل إلى مونديال ألمانيا 2006. وانه لن يتخلى عن الفريق بسبب الخسارة امام المنتخب الكوري، ويأمل في تحقيق الفوز على أوزبكستان بعده سيعتزل الكرة نهائيا.

## السبت 16 يوليو 2005
- هجوم انتحاري على منتجع سياحي في تركيا: فجرت قتبلة نحت مقعد بحافلة صغيرة في منتجع كوش أضاسي التركي على ساحل بحر إيجة غرب تركيا أسفرت عن مقتل 4 أشخاص وإصابة 14 معظمهم من البريطانيين، الحكومة التركية تعتبره هجوما إرهابيا.
- وزير الداخلية المصري ينفي وجود علاقة بين الدكتور مجدي النشار المقيوض عليه بمصر بتهمة التخطيط لإنفجارات لندن، وتنظيم القاعدة.
- سقوط مروحية بالشيشان : قتل ثمانية أشخاص في تحطم مروحية عسكرية روسية في الشيشان، في ثالث حادثة من نوعها خلال العام الجاري. قتل ثلاثة من أفراد الطاقم وخمسة ركاب من وحدة حرس الحدود خلال سقوط المروحية قرب بلدة أيتوم كالي جنوب الشيشان قرب جورجيا.
- كلب يعض تمساحا وينجو:الكلب كوبر، البالغ من العمر خمسة أعوام قاوم تمساحاً طوله 14 قدماً ويزن نحو 700 رطل.وهو من أكبر التماسيح حجماً.وهو يسبح في قناة ببحيرة «مولتري» بأمريكا، محاولاً عبورها.فلاحظه التمساح الأمريكي، وظل يتابعه. وعندما انتبه إليه الطفل تشيس كيرسب، صاحبه وصار يرمي عليه الحجارة واشياءه محاولاً إنقاذ كلبه.لكن التمساح ظل يطارد الكلب.وانتهت المعركة معه إلى فقدان الكلب عدة أسنان وتمزق في جلد وعضلات إحدى القدمين الأماميتين، وانسلاخ الجلد من جسمه.و مضي التمساح يعاني من عضات مؤلمة في أنحاء متفرقة من رأسه وجسمه.الكلب لم يعتد على القتال أبداً.
- حكومة جديدة مقترحة بلبنان: قدم فؤاد السنيورة رئيس الوزراء اللبناني المكلف تشكيل حكومة جديدة هي الثالثة المقترحة للرئيس اللبناني إميل لحود بعد أن رفض لحود الصيغتين الماضيتين لتشكيل الحكومة التي تعترضها عقبات منذ 15 يوم. والحكومة المقترحة تتألف من 24 وزيرا من برلمانيين وسياسيين ولا يضم تشكيل الحكومة أي وزير تابع لميشيل عون زعيم أكبر كتلة برلمانية مسيحية (21 نائبا)بالبرلمان اللبناني.
- المحمول يضاعف حوادث الطرق : قال فريق البحث من جامعة غرب أستراليا أن استعمال المحمول أثناء القيادة حتى ولو كان عن طريق سماعات الاذن يضاعف احتمالات وقوع حوادث بنسبة 400%.و هذه النسبة لا تتأثر سواء كان السائق يتحدث من المحمول مباشرة أو عن طريق سماعات الاذن. وبريطانيا تحظر استعمال الهواتف المحمولة أثناء القيادة إلا في حالة استعمال سماعات الاذن. وقال المتحدث باسم هيئة الحماية من حوادث الطرق ببريطانيا ان ما تسعى إليه الهيئة هو فرض حظر تام على استخدام المحمول أثناء القيادة.
- مفخخة تستهدف قوة حماية رئيس العراق : قتل ثلاثة من عناصر قوات البشمرجة الكردية وأصيب ثمانية آخرون في تفجير انتحاري بسيارة مفخخة استهدف هذه القوات المسؤولة عن حماية مقر الرئيس العراقي جلال الطالباني. الهجوم وقع على الطريق المؤدي لمقر الطالباني. وعناصر البشمرجة الذين أصيبوا بالانفجار كانوا موجودين على الطريق الرئيسي في حي الجاذرية لغرض حماية الطريق والموقع الذي يقيم فيه الرئيس.
- فتح باب الترشيح لرئاسة مصر خلال أيام: تعلن اللجنة العليا لانتخابات الرئاسة فتح باب الترشيح لمنصب رئيس الجمهورية، خلال الأيام القليلة المقبلة، وتعقد اللجنة اجتماعا مساء اليوم برئاسة المستشار ممدوح مرعي رئيس المحكمة الدستورية، تبحث خلاله أسس ولوائح عملها للإشراف علي العملية الانتخابية. بدأت الأحزاب السياسية الاستعدادات لخوض انتخابات الرئاسة المقبلة. وأعلنت عشرة أحزاب أسماء مرشيحها وعرض برامجهم السياسية. طالب البعض بالإصلاح الاقتصادي أولا ثم الإصلاح السياسي وعودة مجلس الشيوخ وإذابة الفوارق بين الطبقات وتعيين نائب لرئيس الجمهورية ومحاربة الفساد بينما ذهب اخرون إلي ضرورة الاهتمام بقضايا بناء الإنسان من خلال دعم القيم الوطنية والدينية والقومية وتأصيل الديمقراطية. واقترح فريق ثالث من المرشحين بإلغاء قانون الطواريء وربط الأجر بالإنتاج وتشجيع الصناعات الوطنية واختيار القيادات بالإتنخابات.
- زيارة رئيس حكومة العراق لطهران : يبدأ رئيس الوزراء العراقي إبراهيم الجعفري اليوم زيارة تاريخية بدعوة من إيران يرافقه فيها وفد كبير يضم وزيري الخارجية هوشيار زيباري والدفاع سعدون الدليمي. والزيارة ستدور حول مسائل اقتصادية كالكهرباء والمياه والأمن. ويتوقع عقد اتفاق لمد أنابيب نفط بين البصرة وعبادان وبححث مسألة مراقبة الحدود.
- رايس تزور إسرائيل وفلسطين قريبا : أجرت كوندوليزا رايس وزيرة الخارجية الأمريكية اتصالا هاتفيا بالقادة الإسرائيليين والفلسطينيين لحثهم على ضبط النفس عقب أعمال العنف الأخيرة. وقد شنت المروحيات الإسرائيلية غارتين جويتين على الضفة الغربية وغزة بعد ظهر اليوم اسفرت عن مقتل ستة فلسطينيين على الأقل. وتأتي الاشتباكات قبل شهر من الانسحاب الإسرائيلي من غزة. وأكدت واشنطن أن رايس ستزور إسرائيل والأراضي الفلسطينية الأسبوع القادم، لتكون الثالثة من نوعها خلال خمسة أشهر وسط مخاوف إدارة بوش من أن تعرقل أعمال العنف عملية الانسحاب.

## الجمعة 15 يوليو 2005
- القبض علي مشتبه بمقتل السفير المصري : أعلن متحدث باسم القوات الأمريكية في العراق أنهم القوا القبض على اثنين من أبرز مساعدي أبو مصعب الزرقاوي في مدينة الرمادي، ومن بينهما خميس فرحان خلف عبد الفهداوي، المعروف باسم أبو سبأ. تم القبض بناء على معلومات استخباراتية. وتفيد المعلومات ان «أبو سبأ» هو المشتبه به في قتل إيهاب الشريف، السفير المصري في بغداد،
- اشتباكات بين قوات أمن فلسطينية وحركة حماس.
- أعلنت مصادر الشرطة العراقية، أن خمسة أشخاص قد أصيبوا، بعضهم في حالة حرجة، نتيجة لوقوع عمليتين انتحاريتين استهدفتا نقطة تفتيش خاصة بالمنطقة الخضراء، وسط العاصمة العراقية بغداد.
- حظر بيع الحلوى والمشروبات الغازية في البلدان الغربية: في حملة جديدة للتوعية بمخاطر البدانة وأمراض أخرى. من يونيوالقادم سيحظر بيع المشروبات الغازية والحلوى ورقائق البطاطس (شيبسي) في كل المدارس بأستراليا، وستبدأ أكشاك البيع في المدارس بعرض مواد غذائية صحية مثل الخضار واللحوم. وستفرض بحلول يناير 2007 عقوبات على أكشاك البيع التي لا تلتزم.وفي فرنسا يبدأ مطلع سبتمبرالقادم تطبيق القانون الخاص بالصحة العامة بحظر آلات توزيع الحلوى والمشروبات الغازية من المدارس، كمحاولة لوقف إغواء الصغار لتناول هذه الأغذية. وهذا يتم ضمن الحملة لإنقاذ أطفال أوروبا من البدانة، ولدفع البرلمان الأوروبي في الجلسة المخصصة لهذا الغرض يوم 25 من هذا الشهر لوضع المزيد من الضوابط والعقوبات على جماعات الضغط الخاصة بمصنعي المواد الغذائية المسببة للبدانة. وقد أثمرت حملة لاتحادات المستهلكين الأوروبية عن تحقيق بعض التقدم في مواجهة منتجي الأغذية التي تحوي مواد سكرية أو ملحية مفرطة من أجل إلزامهم بالإشارة إلى هذه الحقيقة ووضع التحذيرات الصحية علي الغلاف للتحذير من خطورة الإفراط في تناولها.وفي أمريكا منعت المياه الغازية من البيع بمدارسها، وفي إنجلترا منعت الإعلانات عن الشيكولاتة.
- فرنسا تحتفل بعيدها الوطني وجاك شيراك يحذر: الرئيس الفرنسي في الاحتفال بذكرى سقوط الباستيل والثورة الفرنسية، يحذر الفرنسيين بقوله : إنه لم يعد هناك بلد آمن من الإرهاب.
- وكالة الفضاء الأمريكية ناسا : تحقق في أسباب العطل الذي اجبرها على تأخير إطلاق مكوكها ديسكفري. وكانت المركبة تستعد للانطلاق يوم الأربعاء في أول مهمة منذ تحطم المكوك كولومبيا الذي كات يحمل 7 رواد فضاء في فبراير 2003.
- اكتشاف أول مستوطنة بشرية : اكتشفها علماء الآثار في فيجي تعود لنحو3آلاف سنة.حيث وجدوا 16 هيكلا عظميا بشريا في مقبرة في بوريوا بجنوب غرب جزيرة فيتي ليفو مضيفين ان الدلائل تشير إلي ان بوريوا هي أول مستوطنة بشرية في الارخبيل الذي يضم 340 جزيرة. وأوضح العلماء انهم عثروا علي أواني مدفونة مع البقايا البشرية تعود إلي عام 1050 قبل الميلاد.

## الخميس 14 يوليو 2005
- المروحيات الإسرائيلية شنت في الساعات الماضية غارات على عدة مواقع في غزة، ولم ترد أي معلومات عن إصابات أو ضحايا. وقد هددت حركة المقاومة الإسلامية حماس بعدم تهاونها مع قوات الأمن الفلسطيني لو منعت أفرادها من إطلاق صواريخ القسام علي المستوطنات الإسرائيلية.
- هجومان انتحاريان في وسط بغداد، وبيان للقاعدة في العراق ينفي المسؤولية عن تفجير انتحاري غالبية قتلاه من الأطفال.
- القصف الإسرائيلي يأتي بعد أن أطلق مسلحون فلسطينيون صواريخ من غزة على إسرائيل مما أدى إلى مقتل سيدة إسرائيلية.

## الأربعاء 13 يوليو 2005
- نجاة إلياس المر وزير الدفاع اللبناني وصهر الرئيس لحود من تفجير موكبه.
- مقتل إسرائيليين في عملية انتحارية في «نتانيا» تبنتها الجهاد الإسلامي.
- مساع أميركية لاستصدار قرار من مجلس الأمن يحظر تسلح «حزب الله».
- العثور علي متفجرات بلندن : عثرت الشرطة البريطانية على متفجرات في سيارة ذات صلة بتفجيرات لندن في موقف تابع لمحطة قطارات في لوتون، على بعد 48 كيلومتراً شمال العاصمة البريطانية وقامت الشرطة بتطويق المنطقة. كما تجري تحقيقات حول سيارة أخرى لها علاقة بالتفجيرات التي راح ضحيتها 52 شخصا وأصيب فيها 700 آخرين. وتتحقق الشرطة البريطانية من سيارة متوقفة في منطقة للتخزين في بلدة لايتن بوزارد، في منطقة بدفورد شاير قرب مطار لوتون. وكانت تقارير من العاصمة اللندنية قد أفادت أن الإرهابيين الذين قاموا بتفجيرات لندن الأربعة هم من بين الضحايا.وتدرس السلطات البريطانية بعناية إعلان جماعة «تنظيم قاعدة الجهاد في أوروبا» على شبكة الإنترنت مسئولية هجمات لندن.ة كانت الكاميرات قد صورت المفجرين الأربعة.. وأدلة على مقتل انتحاري
- رفع سلاح الطيران الأمريكي الحظر : الذي فرضه على عناصره من السفر إلى لندن على ضوء التفجيرات. وجاء الحظر في إطار تدابير لتشديد الأمن والحماية لعناصر الجيش الأمريكي في بريطانيا، في أعقاب الهجمات الإرهابية مباشرة.

## الثلاثاء 12 يوليو 2005
- ليبيا تلغي الجمارك علي السلع المستوردة ماعدا السجائر.
- السجن 17 عاما لجزائري بتهمة الإرهاب في بريطانيا.
- إسرائيل تعزل 55 ألف فلسطيني عن القدس المحتلة.
- مصرع 7 جنود بالجيش العراقي في هجوم.
- قوات أمريكية إضافية تصل أفغانستان.
- بلير رئيس حكومة بريطانيا يتعهد بملاحقة المسؤولين عن التفجيرات
- دعوة البريطانيين للعودة للعمل والشرطة تواصل تحقيقاتها بعد تفجيرات لندن.
- استمرار انتشال جثث ضحايا تفجيرات لندن يوم الخميس الأسود.
- بوش يقول: الهجوم خير وسيلة لدحر الإرهاب.
- الجمعية العامة للأمم المتحدة تبدأ مناقشة توسيع عضوية مجلس الأمن.
- مكوك الفضاء ديسكوفري جاهز للانطلاق غدا: أعلنت وكالة الفضاء الأمريكية «ناسا» أن مستوى الأمان الذي بلغته التجارب حول سلامة المكوك الفضائي ديسكوفري باتت كافية، وفي وضع يسمح بإطلاقه وكانت الوكالة ركزت التجارب لاتخاذ كافة الإجراءات المتعلقة بمنع تطاير شظايا الجليد عن خزان الوقود، والارتطام بالمكوك.وكان المكوك ديسكوفري قد أدخل إلى محطة الإطلاق في 26 مايو، إلا أنه تم إخراجه منها بعدما اكتشف المهندسون أن حجم الجليد الذي يتطاير من على خزان الوقود سيكون خطيرا. وهذا كان سبب انفجار المكوك كولومبيا عام 2003 ومقتل جميع الرواد الذين كانوا على متنه.. فوضع جهاز لإذابة الجليد.
- آخر الأخبار: بلير يشيد بمساهمات مسلمي بريطانيا ويتعهد بالعمل معهم للترويج لصوت الإسلام المعتدل.

## الإثنين 11 يوليو 2005
- هوشيار زيباري يصف قتلة سفير مصر بأيتام صدام: تعهدت مصر بالثأر من قتلة السفير إيهاب الشريف رئيس البعثة الدبلوماسية المصرية في بغداد عن طريق تكثيف العمل الدبلوماسي والقانوني، ومحاصرة ظاهرة استهداف الدبلوماسيين في إطار قانوني ودولي، بينما اتهم هوشيار زيباري وزير خارجية العراق من وصفهم بـ أيتام صدام حسين بالمسئولية عن اغتيال الشريف، بهدف عزل العراق عن محيطه الخارجي، والإساءة لعلاقاته مع العالمين العربي والإسلامي.وكان مجلس الأمن قد أدان اغتيال السفير بالإجماع.

## الأحد 10 يوليو 2005
- هجمات انتحارية في العراق تخلف أكثر من 20 قتيل: قام أحد الانتحاريين بتفجير نفسه بالقرب من موقع للجيش العراقي، ما أدى إلى مقتل 16 شخصا. وفي حادثة أخرى قتل سبعة من رجال الجمارك العراقيين بالقرب من الحدود السورية في أعقاب انفجار سيارتين كان على متنها انتحاريان.
- التوقيع على دستور انتقالي في السودان: أدى الرئيس السوداني عمر البشير القسم مجددا، ثم تلاه جون جارانج كنائب أول للرئيس. وتم الانتفاق على دستور انتقالي جديد، كما أصدر مرسوم برفع حالة الطوارئ في البلاد. هذا وأعلن عن تشكيل حكومة جديدة في مدة أقصاها شهر واحد.

## السبت 9 يوليو 2005
- مجموعة الثماني تقرر زيادة المساعدات بـ 50 مليار دولار
- 4 مليارت دولار تكلفة أوليمبياد لندن
- منتدى الشرق الأوسط ينعقد في لندن
- مدينة صناعية جديدة في السعودية
- لا دليل على علاقة هجمات لندن بالعراق"
- أرويو رئيسة الفلبين ترفض الخضوع لمطالب بتنحيها لتزوير الانتخابات
- زعماء المسلمين في بريطانيا يدينون تفجيرات لندن
- واشنطن تتوقع تأجيل اقتراع بتوسيع مجلس الأمن
- هبوط الإسترليني إلى أدنى مستوياته بعد هجمات لندن
- حركة طالبان تهدد باعدام «كوماندوز» أمريكي «أسير»
- جارانج يؤدي اليوم القسم كنائب أول للرئيس السوداني عمر البشير.

## الجمعة 8 يوليو 2005
- إعدا م سفير مصر ببغداد: مقتل الدكتور إيهاب الشريف السفير المصري ببغداد علي أيدي تنظيم القاعدة ببلاد الرافدين واقيمت صلاة الجنازة عليه في كل مساجد مصر عقب صلاة الجمعة. وكان الدبلوماسي المصري قد اختطف قرب منزله بحي المنصور وسط بغداد منذ خمسة أيام. وأدانت عدة أطراف عربية ودولية عملية الاختطاف. -- آخر الأخبار: مصر تعلن عن نيتها تقليص بعثتها الدبلوماسية في بغداد لأجل غير مسمي بعد يوم من مقتل سفيرها.
- دعوة ممثلي الجالية المسلمة ببريطانيا للصلاة والدعاء لضحايا هجمات أمس وسط مخاوف من أن يستغلها اليمين المتطرف وقد التقى تشارلز كلارك وزير الداخلية البريطاني بممثلي الجالية وشددت الشرطة حراستها حول المؤسسات والمراكز الإسلامية تحسبا لأعمال انتقامية. وللآن لم تعلن أي جهة مسئوليتها عن تفجيرات الخميس الأسود بلندن. في صحيفة الجارديان عن «ثمن الاحتلال»، كتبت أن كين ليفينجستون عمدة لندن كانت حجته في معارضة الحرب على العراق أنها ستشعل الرأي العام بالغضب وتهدد الأمن والسلام في كل مكان، ويقول انه بالرغم من أن غالبية اللندنيين مثلهم مثل كثير من البريطانيين عارضوا الحرب على العراق إلا أنهم عانوا بالأمس من الهجمات التي جاءت كثمن فادح يدفعونه مقابل إعادة انتخاب بلير واستمرار وجود القوات البريطانية في العراق.
- روما الهدف الثاني : أعلن سيلفيو بيرلسكوني رئيس الوزراء الإيطالي، أن إيطاليا ستبدأ بسحب بعض من أفراد قواتها من العراق بحلول شهر سبتمبر القادم، كما أعلن أحد أعضاء حزب رابطة الشمال اليمينية أن إيطاليا هي الهدف التالي للإرهابيين.
- برلمان الجزائر يرفض تمجيد الاستعمار الفرنسي : رفض البرلمان الجزائري بمجلسيه الشعب والأمة اليوم القانون الفرنسي حول «الدور الإيجابي للوجود الفرنسي فيما وراء البحار وخصوصا في شمال أفريقيا» وانتقدت الجزائر التي أحيت هذا الأسبوع الذكرى الواحدة والخمسين للثورة ضد الاستعمار الفرنسي وقال الرئيس الجزائري عبد العزيز بوتفليقة في خطاب ألقاه أمام مئات من المجاهدين القدامى «نرفض مزاعم الاستعمار.. هل يعقل أن أحدا يذبح شعبا بأكمله ويذبح هوية بأكملها ويغيبها عن الوجود ثم يقول إن هذا العمل كان شيئا إيجابيا؟ هذا يعني أننا وصلنا للوقاحة».وكانت حرب الاستقلال الجزائرية من أقسى حروب الاستقلال التي شهدها القرن العشرين وعدت من أقسى الحروب وحشية ارتكب خلالها الكثير من الفظائع.ويقدر الذين قتلوا فيها بالمليون ونصف المليون جزائري، وشرد مليونان.

## الخميس 7 يوليو 2005
- سلسلة من الانفجارات تهز لندن: أفادت آخر تقارير مدير شرطة العاصمة البريطانية أن عدد قتلى الهجمات قد يتجاوز الـ50، والتحقيقات تنطلق للتعرف على الجناة بعد أن اهتزت العاصمة لندن جراء وقوع سلسلة من الانفجارات صباح اليوم، وفي بيان نشر لاحقا على أحد مواقع الانترنت تبنى تنظيم القاعدة هذه العمليات. تزامنت هذه العمليات مع انعقاد قمة الدول الثمانية في اسكتلندا، وفور إبلاغه بالحادث عاد رئيس الوزراء البريطاني «توني بلير» إلى لندن لمتابعة تطورات الأحداث.غير أن الانفجارات التي وقعت في ثلاث من محطات قطارات الأنفاق وفي حافلة لندنية في وقت الذروة في الصباح، جعل الجميع يشعرون بالشلل التام. وشاعت في الجو كآبة عندما حاول البريطانيون الاتصال بأسرهم وأحبائهم في لندن للاطمئنان عليهن دون أن ينجحوا في ذلك بسبب الضغط الشديد الذي تعرضت له شبكات الهاتف. وقال جاك سترو وزيرالخارجية البريطاني إن الذين يقفون وراء تفجيرات لندن لن يمكنهم تقويض فرص زعماء دول الثماني في التوصل إلى اتفاق على القرارات التي ستصدر عن قمتهم.ورفعت الولايات المتحدة حالة التأهب حول شبكات المواصلات إلى اللون «البرتقالي» في أعقاب الهجمات التي استهدفت وسائل النقل البريطانية.
- استقالة رئيس طاقم الدفاع عن صدام: انسحب زياد الخصاونة رئيس طاقم الدفاع عن صدام حسين احتجاجاً على محاولة فريق الدفاع الأمريكي الاستحواذ على القضية وعزل العرب.وكلنت رغد الابنة الكبرى لصدام حسين، تفضل الأمريكيين وغير العرب من طاقم الدفاع لاعتقادها أن «في مقدورهم كسب القضية وتخليص والدها» وذكر الخصاونة أنه تقدم باستقالته في محادثة هاتفية مع ساجدة زوجة صدام باليمن.ويضم فريق الدفاع الأمريكي رامسي كلارك المدعي العام الأمريكي الأسبق.واتهم رئيس طاقم الدفاع رغد بنقل جميع الملفات المتعلقة بالقضية من مكتبه أثناء غيابه في ليبيا دون علمه.ويضم فريق الدفاع عن صدام 1500 متطوع على رأسهم 22 من كبار الحقوقيين من الولايات المتحدة وفرنسا والأردن والعراق وليبيا.وعبرت رغد ابنة صدلم عن أسفها لاستقالة الخصاونة الذي قدم مساهمات هامة للجنة التي أعلن تشكيلها رئيس الوزراء الماليزي السابق، مهاتير محمد، وتضم بجانبه الرئيس الجزائري الأسبق أحمد بن بلا ووزير الخارجية الفرنسي الأسبق رولان دوما ورامسي كلارك لضمان محاكمة عادلة ونزيهة لصدام ورموز نظامه
- القاعدة تهدد بفتل السفير المصري المخطوف: أعلن تنظيم القاعدة ببلاد الرافدين مسئوليته عن عملية اختطاف السفير المصري دكتور إيهاب الشريف في بيان على الإنترنت مع نشر صورة بطاقته الشخصية.وفي بيان لاحق هدد التنظيم بقتله. وكان الدبلوماسي المصري قد اختطف قرب منزله بحي المنصور وسط بغداد منذ ثلاثة أيام. وأدانت عدة أطراف عربية ودولية عملية الاختطاف. ونجا محمد يونس خان السفير الباكستاني بالعراق من محاولة اغتيال إثر تعرض موكبه لهجوم مسلح في حي المنصور. وأعلنت باكستان عقب الحادث نقل سفيرها إلى الأردن ليياشر عمله من هناك بشكل مؤقت.وكانت هناك محاولة اختطاف حسن مال الله الأنصاري القائم بأعمال السفارة البحرينية بعدها عاد إلى المنامة للعلاج. كما تعرض موكب فلاديمير شاموف السفير الروسي يالعراق لإطلاق نار على طريق المطار لكن السفير لم يكن في الموكب.
- لندن تفوز بتنظبم أولمبياد 2012: اجتمع أعضاء اللجنة الأولمبية الدولية اليوم في سنغافورة لاختيار المدينة التي ستنظم دورة الألعاب الأولمبية لعام 2012 م، وتبدو مدينة باريس ولندن الأكثر حظا في التتويج بالسباق، الذي يضم مدن، نيويورك، مدريد وموسكو في ماراثون الحصول على هذا الشرف.وأخيرا فازت لندن بتنظيم هذه الدورة عام 2012 بسبب الإمكانيات الهائلة للبنية التحتية المناسبة وإنشاء قرية أوليمبية كبري في شرق لندن وتوفير خمسة آلاف منزل لإقامة الوفود. و 200 ألف غرفة فندقية للزوار.وكانت باريس الأكثر ترشيحا لاستضافة الدورة الأوليمبية، حبث لم تستضف الدورة منذ عام 1924. وكان توني بلير رئيس الوزراء البريطاني قد قضى 48 ساعة في سنغافورة للدعاية لفوز لندن.وفور إذاعة النبأ عمت الفرحة شوارع لندن وانتابت باريس حالة من الاستياء. وهنأ جاك شيراك رئيس فرنسا الشعب البريطاني بهذا الفوز.
- آثار أقدام الإنسان الأول بأمريكا: على العلماء إعادة النظر في النظريات التي تقول ان الإنسان وصل إلى القارة الأمريكية مشيا على الأقدام عبر المضيق (بيرنج)المتجمد الشمالي بين القارتين بشمال غرب آلاسكا الأمريكية وشمال شرق سيبيريا الآسيوية.حيث كانت المياه ضحلة وغير منجمدة.لكن عثور علماء الآثار على أثر قدم محفوظة برماد بركان قديم بالقرب من ساحل مكسيكوبأمريكا الوسطي يعود تاريخه إلى 40,000 سنة، يدل علي أن البشر الأوائل بأمريكا قد جاؤا أيضا من جزر المحيط الباسفيكي بقوارب الكانو التي كانت تصنع من جذوع الشجر. للمزيد

## الأربعاء 6 يوليو 2005
- سقوط بوش من فوق دراجة : أعلن المتحدث باسم البيت الأبيض، سكوت ماكليلان، أن الرئيس الأمريكي جورج بوش اصطدم بأحد ضباط الشرطة البريطانيين أثناء ممارسته لرياضة ركوب الدراجات على هامش مشاركته في أعمال مؤتمر مجموعة الثمانية. وسقط بوش فوق الأسفلت مما أسفر عن إصابة بوش بكدمات في يديه وذراعيه. ونقل الضابط لإحدى المستشفيات لعلاجه. وكان بوش قد أصر على ركوب دراجة رغم المطر ودرجة الحرارة المنخفضة في منطقة «جلنإيجلز» الاسكتلندية حيث تعقد قمة مجموعة الـ 8غدا الخميس.

## الثلاثاء 5 يوليو 2005
- آمال قمة أفريقيا في ليبيا : ناشد أولوسيجان أوباسانجو رئيس نيجيريا ورئيس الاتحاد الأفريقي، الدول الصناعية الكبري في مؤتمر الثمانية الذي يعقد اليوم الثلاثاء باسكتلندا، إرسال مساعدات مالية سخية للقارة السوداء وإلغاء ديون جميع الدول الأفريقية وإعادة الأموال التي أودعها مسؤولون أفارقة لحسابهم في البنوك الغربية بصورة غير شرعية. ووجه القذافي في كلمته الشكر لتوني بلير رئيس وزراء بريطانيا "لحماسه" نحو إفريقيا، لكنه قال له "نحن لسنا شحاذين نقف على أبواب الأغنياء. والافارقة لا يرحبون بجميع الشروط التي يضعها الغرب للحصول على المساعدات.وكانت القمة الأفريقية لإنقاذ القارة التي يقطنها 800 مليون نسمة من الفقر والحروب والامراض. وأعلن كوفي عنان الأمين العام للأمم المتحدة في كلمته امام القمة الأفريقية عن تشكيل صندوق دولي للديمقراطية لمساعدة الدول الفقيرة للإعداد للانتخابات وإجرائها. وعلي الشعوب الأفريقية تحمل مسؤولية حماية الأفارقة من الإبادة الجماعية وجرائم الحرب والتطهير العرقي. والرئيس الأمريكي جورج بوش يؤكد على ضرورة تحسن نظام الحكم بإفريقيا ووجود الديمقراطية إذا كانت تريد الحصول على المزيد من المساعدات والإعفاءات من الديون. ويضم الاتحاد الإفريقي 53 دولة تسعي للحصول على مقعدين دائمين للقارة الإفريقية في مجلس الأمن. وأن تكون له وزارات خاصة للشئون الخارجية والدفاع والتجارة. وفتح الحدود بين دوله وجوازات سفر أفريقية موحدة وجيش أفريقي خاص ليكون مستعدا للتوجه للمناطق الساخنة. وتشكيل صندوق نقدي خاص لتقديم المساعدات وتنظيم المنح المقدمة من المنظمات الدولية كالبنك الدولي والإتحاد الأوروبي.
- حلقة مرنة.. لربط المعدة: قامت إحدي الشركات الفرنسية بإنتاج وتسويق حلقة مرنة لتضييق المعدة لعلاج البدانة المرضية حيث تعمل علي خفض كمية الأغذية التي يتم امتصاصها بأمان تام. الحلقة مصنوعة من السيليكون القابل للتمدد لتتوافق مع جميع التقنيات الجراحية المستخدمة حاليا فيعمل علي توزيع الضغط علي جدار المعدة وخفض احتمالات التآكل أو الثقب وتفادي حدوث أي انزلاق للحلقة. وتتميز بسهولة غلقها مع إمكانية إعادة فتحها لضبطها بناء علي الحاجة. كما تم تطوير قفل أمان خاص لتأمين ربط وحدة الحجرة بالقسطرة.

## الإثنين 4 يوليو 2005
- اليوم عيد ميلاد صوت العرب: في هذا اليوم تحتفل إذاعة صوت العرب بعبد ميلادها ال 52.ومنذ إنشائه عام 1953 لعب دورا بارزا في قضايا التحرير لشمال أفريقيا وجنوب اليمن وشرق أفريقيا.وكان صوت الأمة العربية وموئلا للمناضلين ودعاة القومية العربية وضد الرجعية. وكان صوت العرب صوت مجاهدي الجزائر والمغرب وتونس عندما كان يذيع رسائل مشفرة لجبهة تحرير الجزائر والمقاومة الفلسطينية وجبهات التحرير بأفريقيا. حاولت فرنسا إخماد صوته بتوزيع أجهزة راديو مجانا لا تلتقط صوت العرب علي الجزائريين للتعتيم وابطال تاثير هذا الصوت النضالي العربي. شارك صوت العرب في تحرير دول الخليج واستقلالها. وعبر مسيرة لأكثر من نصف قرن كان صوت العرب وسط الأحداث العربية وصوت المناضلين العرب وحصن العروبة الإعلامي والمدافع عن القضايا العربية بلا منازع. وكان صوت المذيع أحمد سعيد وتعليقاته تشعل الحماس بين المجاهدين العرب في كل مكان. ساند لبنان ضد الاحتلال الأمريكي لبيروت والثورة العراقية عام 1958 ضد نوري السعيد. ولما ضربت إذاعته عام 1956 إبان العدوان الثلاثي علي مصر كان صوت العرب بعد ساعة يبث إرساله من دمشق منددا بالعدوان وملهبا مشاعر الحماهير العربية التي ضربت خطوط النفط وقتها. فتاريخ صوت العرب هو تاريخ الكفاح العربي وضد الاستعمار وإسقاط حلف بغداد. لقد كان وراء ثورة الجزائر والثورة الفلسطينية وجبهة تحرير اليمن الجنوبي يوما بيوم. فصوت العرب الحصن الحصين للعروبة وهو الإذاعة العربية الوحيدة التي تصف ضحايا الأمريكان بالعراق والإسرائيليين بفلسطين وجنوب لبنان بالشهداء حتي الآن.
- رؤساء تحرير جدد للصحف المصرية: قرر مجلس الشورى تعيين صلاح الغمري رئيسا لمجلس إدارة مؤسسة الأهرام وأسامة سرايا رئيسا لتحرير صحيفة الأهرام، بدلا من إبراهيم نافع (72 سنة) ومحمد عهدي فضل رئيسا لمجلس إدارة مؤسسة أخبار اليوم، ومحمد بركات رئيسا لتحرير صحيفة الأخبار، وممتاز القط رئيسا لتحرير صحيفة أخبار اليوم بدلا من إبراهيم سعده ومحمد أبوالحديد رئيسا لمجلس إدارة مؤسسة دار التحرير ومحمد علي إبراهيم رئيسا لتحرير صحيفة الجمهورية بدلا من سمير رجب (66 سنة) وعبد القادر شهيب رئيسا لمجلس إدارة مؤسسة دار الهلال ورئيسا لتحرير مجلة المصور بدلا من مكرم محمد أحمد (70 سنة) وتعيين عبد الله حسن رئيسا لمجلس إدارة ورئيسا لتحرير وكالة أنباء الشرق الأوسط. وهذه التغييرات قبل أيام من نظر المحكمة الإدارية العليا في دعوتين رفعهما صحفيون في مؤسستي الأهرام وأخبار اليوم للمطالبة بعزل رؤسائهما لتجاوزهما السن القانونية
- أكثر من 600 ألف بحفل فقراء أفريقيا بفيلادلفيا: الحفلة الأخيرة من سلسلة حفلات «لايف 8» الموسيقية من أجل فقراء أفريقيا التي طافت تسع مدن بمختلف أنحاء العالم كانت في مدينة فيلادلفيا الأميركية وبدأت بتقديم أغنية بعنوان «قف ودافع عن حقوقك» وقررت المدينة أمام الزحام فتح شوارع المدينة المحيطة بمتحف الفنون في فيلادلفيا للجماهير التي اصطفت في طوابير امتدت لمسافة كيلومترين من حافة خشبة المسرح وكان عدد المتفرجين به 600 ألف شخص ومليون شخص حوله. وبحضور هذا العدد الضخم من الجمهور فإن الحفل سجل رقما قياسيا عالميا جديدا.وكانت الجماهير قد بدأت في التوافد على ساحة الاحتفال في الساعة الخامسة من صباح السبت وهم يحملون البطانيات والأغذية. شارك في إحياء الحفل ستيفي وندر وأليشيا كيز وفريق ديف ماثيوز وبون جوفي وديف ليبارد ودستيني تشايلد وجاي زد ولينكين بارك. وحاول الممثل المعروف ويل سميث إظهار حجم المعاناة في أفريقيا من خلال قيادة حشد غفير كانوا يرفعون أصابعهم كل ثلاث ثوان لإظهار عدد الأطفال الذين يموتون من جراء الفقر في القارة الأفريقية.والحفلات رسالة عالمية لقادة قمة الثماني الذين سيجتمعون في اسكتلندا غدا الثلاثاء.

## الأحد 3 يوليو 2005
- اختطاف سفير مصر بالعراق: أكدت مصادر في الخارجية المصرية نبأ اختطاف السفيرإيهاب الشريف بالقرب من منزله مساء السبت، في حي المنصور ببغداد.الخارجية تقوم منذ الصباح الباكر باجراء اتصالات مع الحكومة العراقية، للإطلاع والكشف عن ملابسات الحادث. وكان الشريف قد وصل إلى العراق كرئيس للبعثة الدبلوماسية المصرية بالعراق، وقبل توليه مهمته في العراق كان الشريف يشغل منصب نائب مساعد وزير الخارجية للشئون العربية ويعد الشريف الدبلوماسي المصري الثاني الذي تم اختطافه في العراق بعد محمد ممدوح قطب الذي اختطفته جماعة مسلحة تطلق على نفسها كتائب أسد الله في يوليو من العام الماضي زكان وقتها ردا على تصريحات رئيس الوزراء المصري أحمد نظيف، قال فيها إن مصر مستعدة لتقديم خبرتها الأمنية للحكومة العراقية المؤقتة. واطلق سراحه لاحقا.وكانت مصرقد قامت بسحب سفيرها من العراق في عام 1991 عند مساندتها للتحالف الدولي ضد صدام حسين بعد اجتياحه الكويت وقتها.لم تعلن حتي الآن أي جهة عن مسئوليتها عن واقعة اختطاف الشريف.

## السبت 2 يوليو 2005
- إتهامات لرئيس إيران الجديد: أعلن سكوت ماكليلان المتحدث باسم البيت الأبيض عن فتح تحقيق في اتهامات ضد الرئيس الإيراني الجديد بمشاركته في احتجاز52 رهينة أميركية بالسفارة الأميركية في طهران عام 1979 واستمرت نحو 444 يوما.وكانت صحيفة واشنطن تايمز وشبكة CNN الإخبارية قد عرضا صورة للرئيس الإيراني المنتخب بجانب شخص معصوب العينين وقالتا إنه كان متورطا في عملية احتجاز الرهائن.لكن العديد من المشاركين في العملية نفوا تورط الرئيس أحمدي نجاد (49 عاما) فيها. وفي مؤتمر صحفي لوح الرئيس بوش بهذه المزاعم للضغط علي إيران بشأن ملفها النووي قائلا أنه والقادة الأوربيون سيرسلون برسالة قوية لنجاد. لمنع إيران من السعي للحصول على أسلحة نووية.ووجه بوش رسالة قوية لألمانيا وفرنسا وبريطانيا، مشددا فيها على أهمية توجيه رسالة قوية «للشخص الجديد» في إيران بأن العالم مجمع على وجوب منع طهران من تخصيب اليورانيوم حتي لايتحول إلى سلاح نووي.وعلي صعيد آخر أعلنت وزارة الداخلية النمساوية أنها تمتلك وثائق حولتها لقسم مكافحة الإرهاب تتهم فيها الرئيس نجاد بالتورط في اغتيال المعارض الكردي عبد الرحمن قاسملو أمين عام الحزب الديمقراطي الكردستاني الإيراني بفيينا، مع اثنين من معاونيه على أيدي كوماندوز مجهولين في 13 يوليو عام 1989.وتهمة نجاد تزويدهم بالأسلحة لتنفيذ العملية.
- قمة الثمانية وخيبة أمل فقراء إفريقيا : في محاولة للضغط على مجموعة قمة الثمانية الكبار القادمة باسكتلندا لمضاعفة المساعدات لدول أفريقيا وإعفائها من ديونها.شهدت الشوارع حول حديقة "هايد بارك" في لندن 150 ألفا من عشاق موسيقى "بول مكارتني" وبونو وغيرهما من الذين تخظى عروضهم الموسيقية بإقبال كبير.حضر الحفل بل جيتس وكوفي عنان أمين عام الأمم المتحدة.واقيمت عروض موسيقية أخرى لكبار المشاهير بالعالم أمام الآلاف بجوهانسبورج بجنوب إفريقيا وفيلاديلفيا وبنسلفانيا في الولايات المتحدة، وتورونتو في كندا وبرلين وطوكيو. وفي حديقة "هايد بارك" تجمع الآلاف حول الحديقة اللندنية قبل ساعتين من موعد الانطلاق.وقال الموسيقي الشهير بونو للجماهير المحتشدة "نحن لا ننشد مساعدة خيرية، بل ننشد العدالة.و جيلدوف منظم الحفل في رسالة مفتوحة لقمة مجموعة الثمانية، تم نشرها في عدد من الصحف البريطانية، قال فيها إن القمة ستخيب آمال العالم إن لم تؤمن 25 مليار دولار إضافية من المساعدات للحد من الفقر بقارة إفريقيا.

## الجمعة 1 يوليو 2005
- منع رواية (أخرج منها ياملعون) لصدام : رفضت رقابة المطبوعات الأردنية توزيع رواية الرئيس العراقي السابق صدام حسين بحجة عدم الإساءة بالعلاقات بين الأردن والعراق. والرواية، تتحدث عن محارب عربي نجح في صد الغزو الأجنبي. ويقال أن الرواية قد كتبها صدام قبل الغزو الأمريكي للعراق والإطاحة بنظامه.والرواية ستطبع خارج الأردن وحاليا تباع في السوق السوداء بالعراق.ونشرت صحيفة الـ«تايمز» تقريرا عن رواج ونسبة البيع المرتفعة جدا التي حققتها رواية صدام حسين في عمّان، بعد منعها من قبل السلطات الأردنية. وتقول الصحيفة اللندنية أن الرواية تصور الاحتلال المأساوي للعراق.وقرار منعها أحيا جدلا عاما حول حكم صدام حسين وشعبيته واستقرار العراق أيامه مقارنة بالفوضى الحالية.وحاليا تترجم رواية صدام (أخرج منها با ملعون) للإنجليزية والفرنسية. وكان صدام قد نشر ثلاث روايات هي «زبيبة والملك» و «القلعة الحصينة» و«رجال ومدينة» وكان وقتها رئيسا للعراق. ولم يشر فيها لاسمه ونشرت تحت اسم «رواية بقلم كاتبها».
- في ألمانيا حجب الثقة عن شرودر: 
 طلب جيرهارد شرودر من البرلمان الألماني «بوندستاغ» التصويت بحجب الثقة عن حكومته ليتمكن من تشكيل حكومة جديدة. وطلب شرودر من أعضاء حزبه الديمقراطي الاجتماعي في البرلمان التصويت بحجب الثقة عن حكومته، ليستقيل من منصبه ويدعو لانتخابات مبكرة في سبتمبر القادم للحصول على تفويض جديد لإجراء إصلاحات اقتصادية قاسية لدفع عجلة الاقتصاد وخفض البطالة. وكانت الانتخابات مقررا لها العام القادم.